# Sergio Moro
Sergio Fernando Moro GCRB • GOMM • DMJM (Maringá, 1 de agosto de 1972) é um jurista, ex-magistrado, professor universitário e político brasileiro, filiado ao União Brasil (UNIÃO) e senador da República pelo estado do Paraná desde 2023. Foi juiz federal, professor da Universidade Federal do Paraná (UFPR) e ministro da Justiça e Segurança Pública do governo Jair Bolsonaro.
Graduado em direito pela Universidade Estadual de Maringá em 1995, concluiu o mestrado e o doutorado pela UFPR, onde lecionou direito processual penal. Especializou-se em crimes financeiros. Tornou-se juiz federal em 1996 e trabalhou em casos como o escândalo do Banestado e a Operação Farol da Colina. Foi juiz auxiliar no Supremo Tribunal Federal (STF), tendo assessorado a ministra Rosa Weber durante o julgamento dos crimes relativos ao escândalo do mensalão.
Ganhou notoriedade nacional e internacional por comandar, entre março de 2014 e novembro de 2018, o julgamento em primeira instância dos crimes identificados na Operação Lava Jato, envolvendo grande número de políticos, empreiteiros e empresas, como a Petrobras e a Odebrecht. Em 2017, no âmbito dessa operação, condenou o ex-presidente Luiz Inácio Lula da Silva, condenação mantida pelo TRF-4, com aumento da pena, e pelo STJ, condenação que foi posteriormente anulada pelo colegiado do STF em 23 de junho de 2021, ratificando a Segunda Turma do tribunal que julgou Moro ter agido com parcialidade em relação ao ex-presidente Lula, e declarando, definitivamente, a suspeição do ex-magistrado no caso. Também o Comitê de Direitos Humanos da Organização das Nações Unidas reconheceu a parcialidade de Moro, em abril de 2022.
Em novembro de 2018, pediu exoneração da magistratura, após aceitar o convite do então presidente eleito Jair Bolsonaro para ser titular do Ministério da Justiça e Segurança Pública. Em 20 de novembro de 2018, foi nomeado para compor o Gabinete de Transição Governamental, e em 1° de janeiro de 2019 tomou posse como ministro da Justiça e Segurança Pública. Em 24 de abril de 2020, pediu demissão em entrevista coletiva, após exoneração do diretor-geral da Polícia Federal pelo presidente Jair Bolsonaro. Atuou na iniciativa privada como advogado e consultor de 2020 a 2021 e como dirigente partidário do Podemos (PODE) em 2022. Nas eleições de 2022, elegeu-se senador pelo Paraná.

## Juventude
Sergio Fernando Moro nasceu em 1 de agosto de 1972 em Maringá, no Paraná. Descendente de italianos de Vêneto, é filho de Odete Starke Moro e Dalton Áureo Moro, naturais de Ponta Grossa. O pai era professor de Geografia da Universidade Estadual de Maringá, falecido em 2005; a mãe, professora de Português e Literatura, hoje é aposentada. O casal se mudou para Maringá, onde tiveram dois filhos. Seu irmão, César Fernando Moro, é proprietário de uma empresa de tecnologia. Apenas Moro deixou a cidade natal, quando foi a Curitiba para iniciar sua carreira de magistrado. É descrito como alguém com estilo reservado e discreto.

### Formação acadêmica
Moro graduou-se em Direito na Universidade Estadual de Maringá. Durante seus estudos, estagiou em um escritório de advocacia por dois anos. Formou-se em 1995. Recebeu o título de mestre em direito do Estado em 2000 pela Universidade Federal do Paraná com a dissertação Desenvolvimento e efetivação judicial das normas constitucionais, orientado pelo professor Clèmerson Merlin Clève. Em 2002, concluiu o doutorado, também em direito do Estado, na mesma instituição, com a tese Jurisdição constitucional como democracia, orientado por Marçal Justen Filho. Moro também cursou por um mês o programa de instrução de advogados da Harvard Law School em 1998 e participou de programas de estudos sobre lavagem de dinheiro promovidos pelo Departamento de Estado dos Estados Unidos.

## Carreira jurídica

### Magistratura e docência
Em 1996, teve início sua carreira como magistrado, que duraria vinte e dois anos. Ingressou na magistratura como juiz substituto em Curitiba. No mesmo ano, começou também a lecionar na Universidade Federal do Paraná. Em 1998, a família se mudou para Cascavel (PR), onde Moro assumiu cargo de juiz titular. Lá, lecionou no curso de Direito da faculdade União Educacional de Cascavel (Univel). Moro ficou apenas um ano naquela cidade. Em seguida, mudou-se para Joinville, em Santa Catarina. Foi a segunda mudança de cidade em sua carreira. De 1999 a 2002, chefiou a 3ª Vara Federal de Joinville, em Santa Catarina. Em 2001, uma lei transformou a Vara de Moro em Juizado Especial Federal, e ele passou a cuidar dos direitos ambientais e previdenciário, época em que recebeu a alcunha de "juiz dos velhinhos", por lhes favorecer nas ações contra o Instituto Nacional do Seguro Social (INSS).

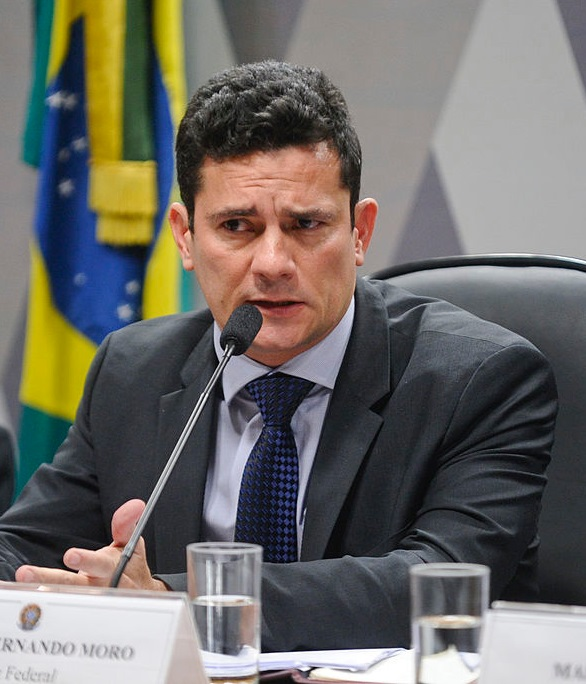
Juiz Sergio Moro, em 2015

Em 2002, Moro teve a oportunidade de voltar a Curitiba para ocupar a titularidade da 2ª Vara, que estava disponível — a terceira mudança. A 2ª Vara Federal de Curitiba titularizada por Moro foi, então, convertida em vara especializada em lavagem de dinheiro e crimes contra o sistema financeiro nacional.
Mais tarde, a 2ª Vara mudou de nome e tornou-se a 13ª Vara, que ficaria conhecida, anos mais tarde, por combinar com procuradores sigilo de denúncias e por ser onde Moro trabalhava na Lava Jato. Entre 2003 e 2007, trabalhou no caso Banestado, que envolveu uma lavagem de dinheiro de grandes proporções entre 1996 e 2002 e foi uma espécie de “laboratório” para a Lava Jato, que resultou na condenação de 97 pessoas. A sentença proferida por Moro no caso foi anulada por que ele participou da produção de provas durante a fase de investigação. O colegiado do STF entendeu que houve quebra de imparcialidade na sentença. O caso Banestado tornou-o conhecido profissionalmente no meio jurídico nacional.
Em seguida, trabalhou na Operação Farol da Colina, um desdobramento do caso Banestado, no qual decretou a prisão temporária de 103 suspeitos de evasão de divisas, sonegação, formação de quadrilha e lavagem de dinheiro. Tornou-se professor adjunto de direito processual penal da UFPR em 2007.
Em 2012, foi auxiliar da ministra Rosa Weber, do Supremo Tribunal Federal, no julgamento do escândalo Mensalão. Weber convocou Moro devido a sua especialização em crimes financeiros e no combate à lavagem de dinheiro. Para Moro, foi uma experiência profissional positiva, mas, como contrapartida, teve de se licenciar do cargo de professor da Universidade Federal do Paraná, passando, a partir de então, a ser professor titular do Centro Universitário Curitiba (Unicuritiba), lecionando nos cursos de graduação e mestrado dessa instituição. Em março de 2018, a licença da Universidade Federal do Paraná foi substituída por exoneração, devido à sobrecarga de trabalho na Lava Jato.

#### Operação Agro-Fantasma
Em 2013, a Polícia Federal realizou a Operação Agro-Fantasma sobre desvio de recursos públicos do Programa de Aquisição de Alimentos (PAA), pelo qual o governo comprava bens de agricultores pequenos e familiares que eram repassados para creches, escolas e asilos. Em 24 de setembro do mesmo ano, o então juiz da 13ª Vara Federal de Curitiba Sergio Moro, contra as recomendações do Ministério Público Federal (MPF) de tomar medidas cautelares alternativas, ordenou "11 mandados de prisão preventiva, sete de suspensão cautelar da função pública, 37 mandados de busca e apreensão e 37 de condução coercitiva" contra pequenos agricultores de municípios do Paraná, São Paulo e Mato Grosso do Sul por "apropriação indébita previdenciária, estelionato [...] formação de quadrilha ou bando, falsidade ideológica, ocultação de documento, peculato [...] emprego irregular de verbas públicas, prevaricação, condescendência criminosa e violação de sigilo funcional." Estes agricultores ficaram presos de dois a três meses e foram sujeitos a condições precárias de alimentação, habitação e visitação por familiares. Graças aos tratamentos, os agricultores passaram a sofrer de "transtornos depressivos, como ansiedade, dificuldade de dormir e excessiva sensibilidade."
Entre 2016 e 2017, a juíza Gabriela Hardt, substituta de Moro na 13ª Vara Federal de Curitiba, absolveu todos os acusados constatando a "ausência de materialidade" e assinalando a denúncia apresentada pelo MPF improcedente. O MPF, por sua vez, não recorreu.

#### Operação Lava Jato

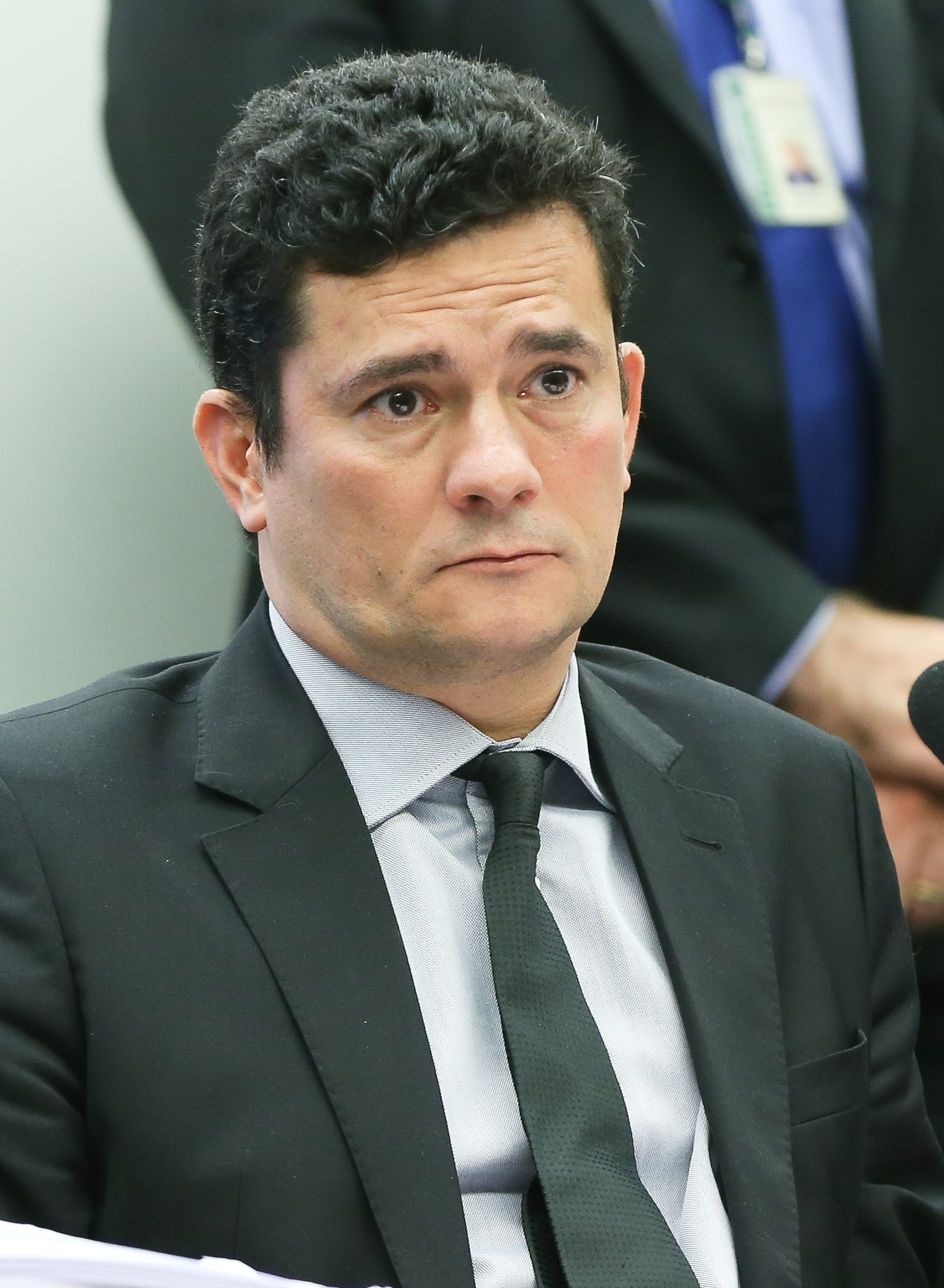
Sergio Moro na comissão especial de combate a corrupção, em agosto de 2016

Desde março de 2014, Moro foi o responsável por julgar em primeira instância os crimes identificados pela força-tarefa da Operação Lava Jato, considerada a maior investigação contra corrupção do país, o que lhe rendeu fama nacional e internacional. Contudo, eram responsáveis pela operação inúmeras pessoas:
Mesmo diante de tantos profissionais envolvidos [na Lava Jato], ainda não consigo dizer por qual motivo o nome Sergio Moro ganhou destaque nessa engrenagem toda e por que aquele magistrado, que trabalhava mais de oito horas por dia trancado em seu Gabinete, passou a ser um rosto conhecido e estampado em revistas e jornais nacionais e internacionais.— Rosangela Moro, em Os Dias Mais Intensos (2020)
Em uma atuação incomum para o padrão da Justiça do país, Moro conduziu os processos em ritmo acelerado. A operação ficou conhecida por combater a corrupção no Brasil, com 175 prisões de empresários, políticos, lobistas e doleiros. Além das prisões, até 19 de dezembro de 2016, houve 120 condenações, com pena total de 1 257 anos, dois meses e um dia de pena. Em 5 de novembro de 2016, Moro deu sua primeira entrevista pública como juiz, na qual defendeu a limitação do foro privilegiado, sugerindo que poderia ser limitada aos presidentes dos três poderes. Em 12 de abril de 2017, seguiu a mesma decisão do Supremo Tribunal Federal e retirou o sigilo das delações da Odebrecht que citam pessoas que não possuem foro privilegiado.
As decisões de Moro sobre prisões preventivas e provisórias suscitaram polêmicas, porém elas têm sido quase totalmente confirmadas por todas as instâncias superiores do judiciário, do Tribunal Regional Federal da 4ª Região (TRF4) ao Supremo Tribunal Federal. Segundo a força-tarefa da Lava Jato, desde o começo da operação em 2014 até outubro de 2016, dos 453 recursos das defesas em instâncias superiores, apenas 22 deles tiveram decisões favoráveis às defesas, isto é, 95,2% das decisões de Sergio Moro foram mantidas.
Com relação a reformas de sentenças por julgamentos de apelações criminais em instâncias superiores, as condenações de Moro têm sido reformadas parcial ou integralmente, como é natural que aconteçam em julgamentos colegiados. Até 18 de dezembro de 2016, a 8ª Turma do TRF-4 julgou sete apelações envolvendo 28 condenados por Moro em primeira instância — três destas apelações já transitaram em julgado no tribunal. As penas de nove deles foram aumentadas no total de 78 anos e sete meses. Por outro lado, quatro réus tiveram a pena reduzida e outros quatro foram absolvidos - juntos, a diminuição das penas foi de 34 anos. Os 11 condenados restantes tiveram as penas mantidas. Em outras palavras, o TRF-4 ratificou ou subiu a pena de 71% dos condenados por Moro.

##### Divulgação de dados sigilosos

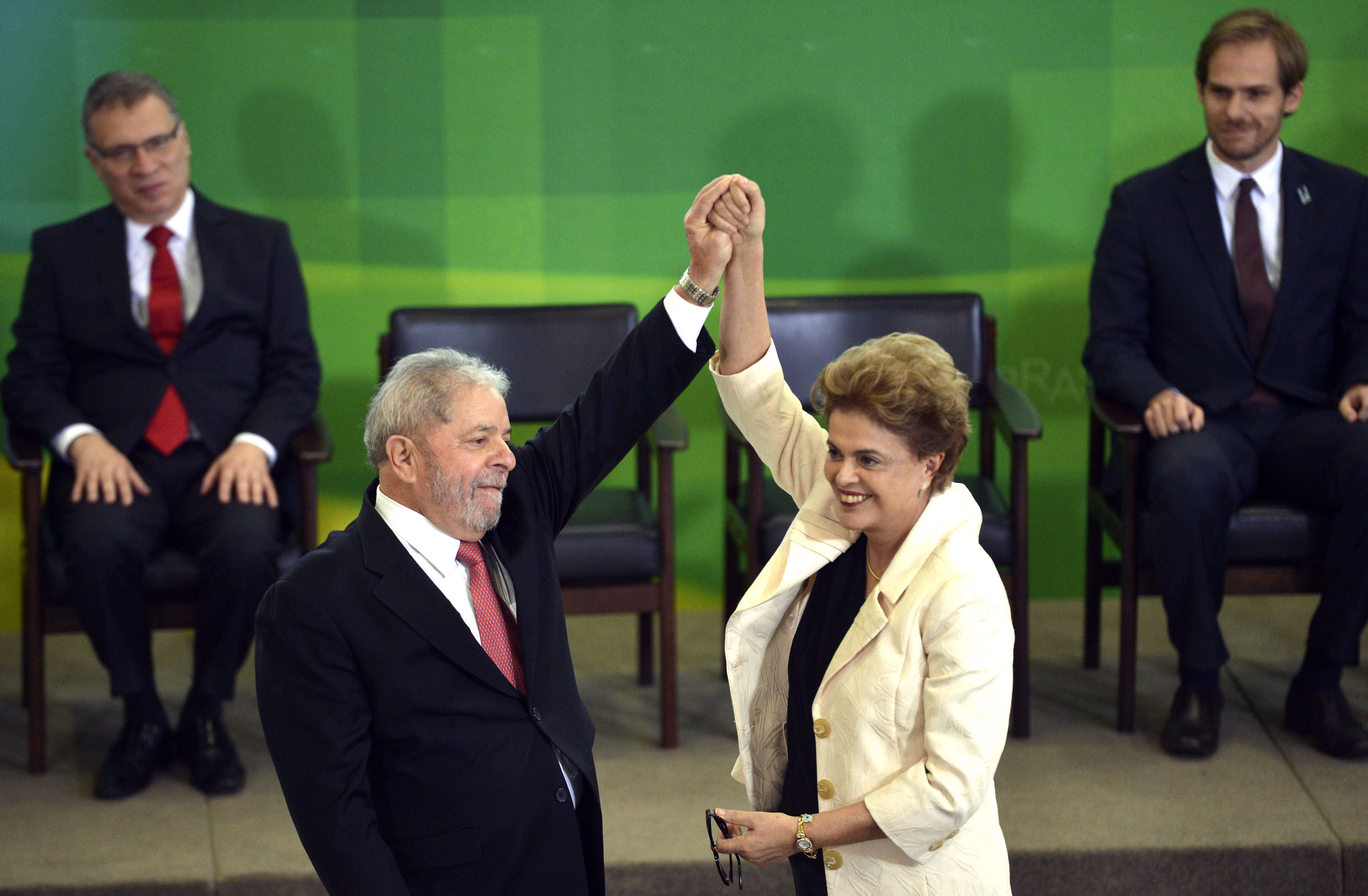
Dilma Rousseff empossa Lula como Ministro Chefe da Casa Civil, em 17 de março de 2016

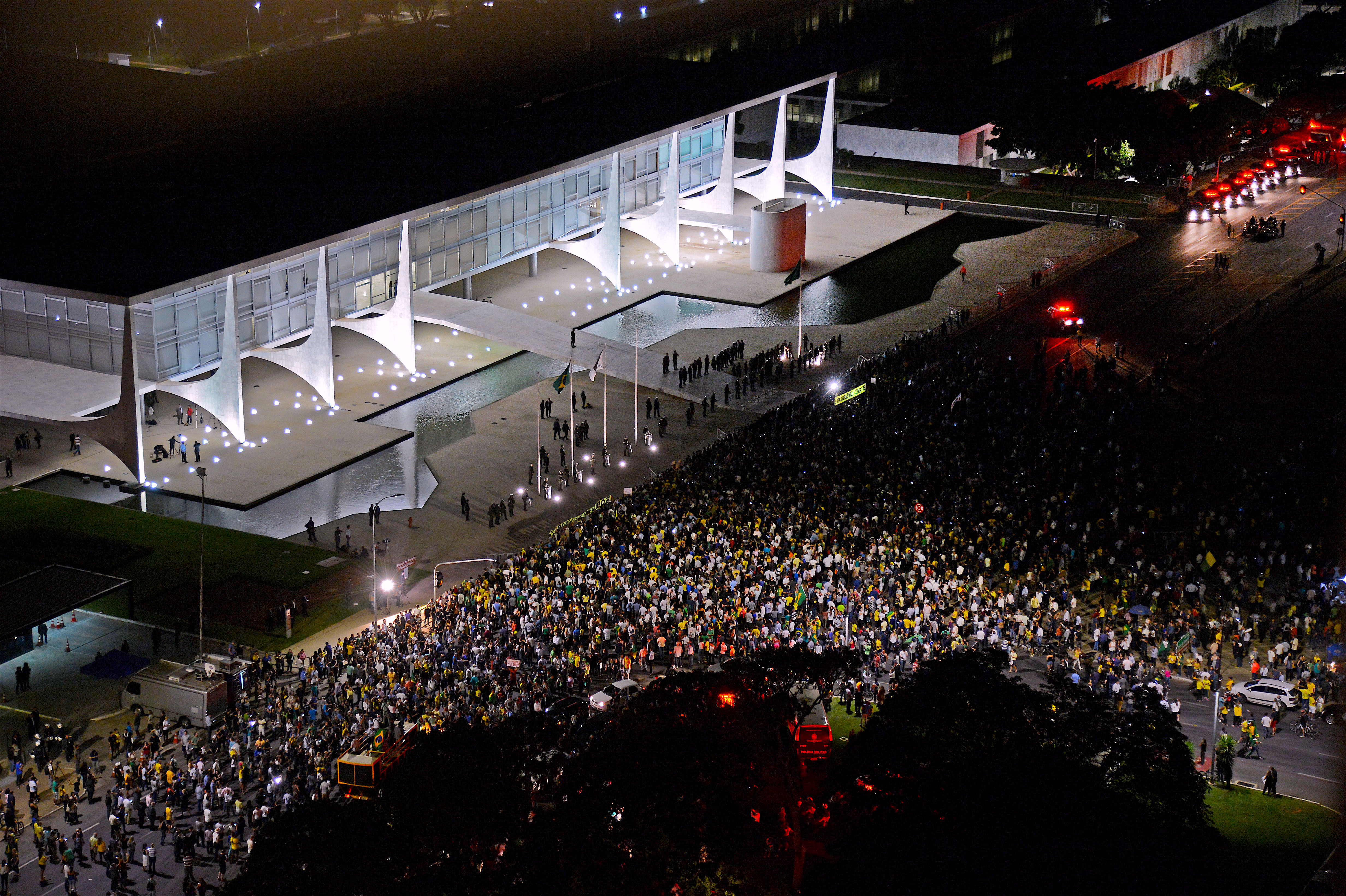
Protesto espontâneo contra a nomeação do ex-presidente Lula como Ministro da Casa Civil, em 16 de março de 2016

Os críticos de Moro o acusam de conduzir a Operação Lava Jato com decisões controversas, como algumas relacionadas ao ex-presidente Luiz Inácio Lula da Silva, em que divulgou os áudios de grampos telefônicos da Polícia Federal que interceptaram conversas da então presidente Dilma Rousseff com Lula. O grampo nos diálogos telefônicos entre Dilma Rousseff e Lula não tinham autorização legal. As gravações foram feitas após o próprio Moro pedir a interrupção dos grampos, ou seja, fora do período permitido. Moro pediu desculpas ao STF, dizendo que a divulgação não teve motivação político-partidária e que "não havia reparado antes no ponto", mas que não via relevância naquilo. Entretanto, a corregedora do Conselho Nacional de Justiça arquivou oito representações, de um total de quatorze, e a Procuradoria Geral da República, em parecer enviado ao Supremo Tribunal Federal (STF), considerou as gravações legais.
Em abril de 2016, o ministro do STF Marco Aurélio Mello criticou a divulgação dos áudios de grampos da Lava Jato que envolveram o ex-presidente Lula e Dilma Rousseff, dizendo que "são condenáveis a todos os títulos" e que "Temos lei que impõe sigilo". Em meados de junho, o ministro do STF Teori Zavascki invalidou parte das gravações em que Dilma avisa Lula que está mandando o termo de posse como ministro, e enviou para Moro os processos envolvendo Lula. Em julho, o então presidente do STF, Ricardo Lewandowski determinou que os grampos permaneçam preservados sob guarda do juiz federal Sergio Moro e indeferiu pedido liminar da defesa do ex-presidente Lula para que as gravações de conversas entre ele e autoridades com foro no STF não sejam utilizadas nas investigações e em eventual ação penal perante a 13.ª Vara Federal de Curitiba.
No dia 1 de outubro de 2018, a menos de uma semana do primeiro turno das eleições, o então juiz Sergio Moro retirou o sigilo da delação premiada de Antonio Palocci. O depoimento havia sido tomado em abril, mas Moro só teve acesso a ele em junho, depois que a delação foi homologada pelo Tribunal Regional Federal da 4ª Região. No despacho, Moro justificou a atitude tendo em vista a “ampla defesa dos coacusados” — embora a defesa de nenhum dos acusados tivesse solicitado o depoimento como parte do processo. O colunista Elio Gaspari escreveu sobre a decisão: "Foi uma ofensa à neutralidade da Justiça, porque o juiz Sergio Moro deu o tiro a seis dias do primeiro turno da eleição presidencial".

##### Envolvimento com Aécio Neves

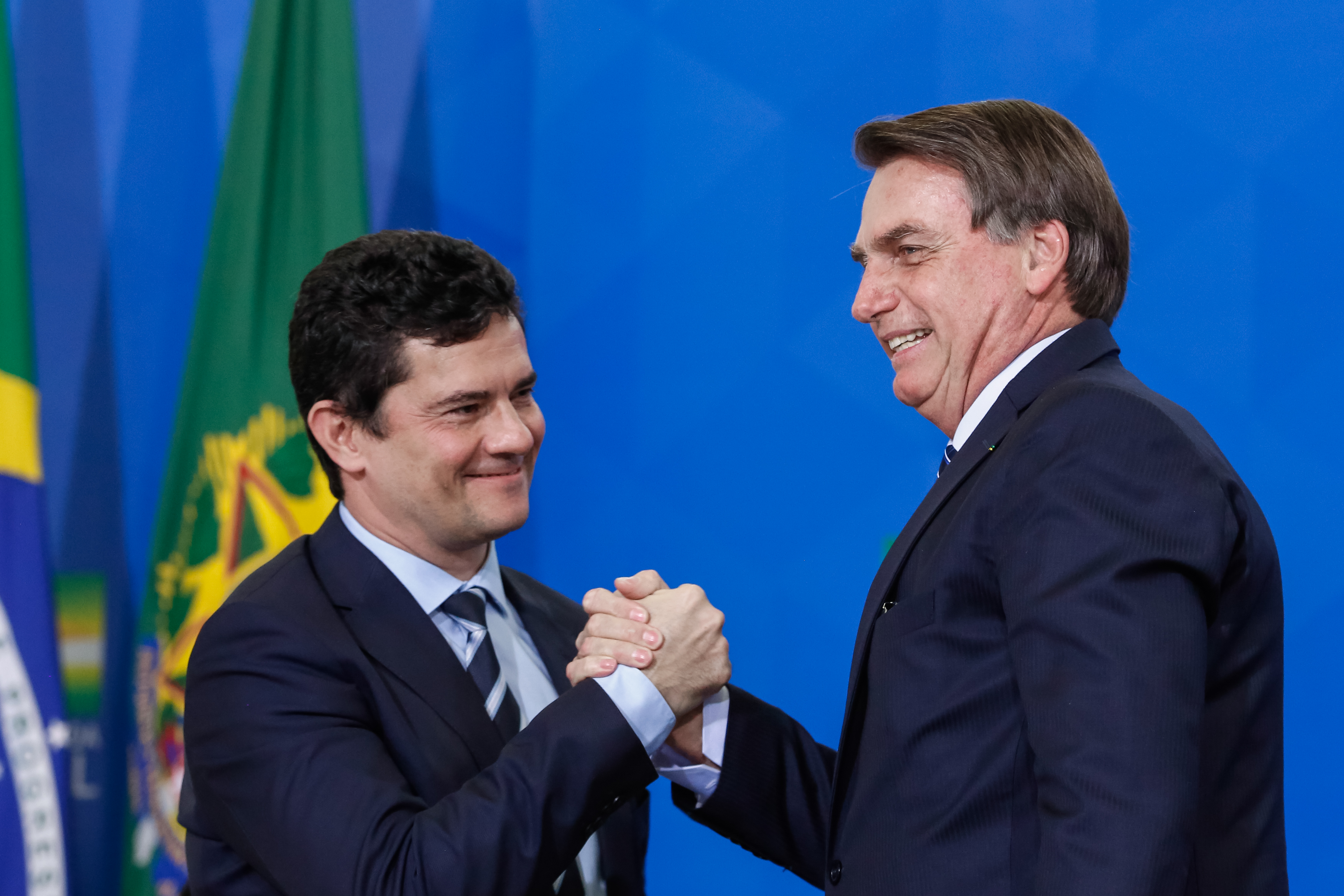
Moro foi nomeado Ministro da Justiça do Governo Bolsonaro. Segundo a Agência Lupa, Moro declarou ao menos em sete ocasiões que não entraria para a política.

Em dezembro de 2016, fotos de Moro com Aécio Neves tiveram grande divulgação nas redes sociais. A defesa do ex-presidente Luiz Inácio Lula da Silva incluiu as fotos para reforçar a tese de suspeição contra Moro.
Em maio de 2018, durante viagem em Nova Iorque, onde fez palestra num evento do Grupo Lide, que pertence à família de João Doria, Moro tirou foto com sua esposa e a esposa de Doria num jantar oferecido pela Câmara de Comércio, tornando-se alvo de críticas. Moro respondeu às críticas: "Estou num evento social e tiro uma foto, isso não significa nada. É uma bobagem isso". A defesa de Lula pediu o afastamento de Moro de dois processos da Lava Jato em função da foto, o que o TRF-4 rejeitou.
A decisão do presidente Jair Bolsonaro de nomear o ex-juiz para o cargo de ministro da Justiça e Segurança Pública provocou reação negativa da imprensa internacional, pois ele havia condenado Lula, o principal adversário do presidente na eleição, pelos crimes de lavagem de dinheiro e corrupção. A Associação dos Magistrados Brasileiros elogiou a escolha do ex-magistrado para ocupar a pasta. Moro é responsável por ter emplacado 18 ligados à Operação Lava Jato para exercer cargos de confiança vinculados a sua pasta no governo Jair Bolsonaro.

##### Acusações de desvios de conduta
Em dezembro de 2017, em depoimento dado durante a CPI da JBS, o advogado Rodrigo Tacla Duran, trabalhou na Odebrecht entre 2011 e 2016, acusou o advogado trabalhista Carlos Zucolotto Junior, amigo e padrinho do casamento do juiz Sergio Moro, de mediar suas negociações paralelas com a força-tarefa da Operação Lava Jato. As conversas de Zucolotto com Tacla Duran envolveriam abrandamento de pena e diminuição da multa que o ex-advogado da Odebrecht deveria pagar em um acordo de delação premiada. Duran chegou a ficar detido 72 dias na Espanha, mas foi posto em liberdade. Em janeiro o Brasil pediu a sua extradição, mas a Espanha negou, visto que Tacla Duran possui dupla nacionalidade, brasileira e espanhola. De acordo com Tacla Duran, a oferta de Zucolotto incluía a redução da multa e garantia de prisão domiciliar, mediante pagamento ilegal de cinco milhões de reais. Por fim, afirmou que a força tarefa fazia uso de documentos adulterados e falsificados, apontando supostas incongruências de nomes e datas. Em resposta, Moro negou veementemente as acusações e afirmou ser "lamentável que a palavra de um foragido da justiça brasileira seja utilizada para levantar suspeitas infundadas".

Manifestantes penduraram efígie de Moro, como “traidor”, em frente ao prédio da 13.ª Vara da Justiça Federal em São Paulo

Em 2018, Tacla Duran fez um longo depoimento à Comissão de Direitos Humanos da Câmara dos Deputados. Na época, Duran alegou que o juiz cerceou o direito de defesa de réus, princípio básico dos direitos humanos. Ele disse que foi arrolado como testemunha de defesa do ex-presidente Luiz Inácio Lula da Silva, tendo seu depoimento negado cinco vezes por Sergio Moro.
Duran acusou o senador de extorsão e assédio no início de março de 2023. As  acusações de Duran foram expressas durante depoimento ao juiz da operação em Curitiba, Eduardo Appio. Tacla Duran foi colocada no programa federal de proteção a testemunhas para poder testemunhar presencialmente.
No dia 14 de junho de 2018, o STF proibiu a utilização de conduções coercitivas para levar réus a interrogatório policial ou judicial sem prévia intimação e sem a presença de advogado. Na época, o instrumento já tinha sido utilizado 227 vezes pela força-tarefa da operação Lava Jato em Curitiba.
Em 8 de julho de 2018, o desembargador plantonista Rogério Favreto do TRF-4, em sede de habeas corpus, mandou soltar o ex-presidente Lula. Moro despachou no processo e decidiu consultar o presidente do TRF-4, Carlos Eduardo Thompson Flores Lenz, antes de autorizar a soltura do preso, o que desencadeou uma batalha de decisões judiciais. O relator da ação penal que levou Lula a prisão, o desembargador João Pedro Gebran Neto, no próprio domingo reverteu a decisão de Favreto. Diante das decisões conflitantes, o presidente Thompson Flores então decidiu pela validade da decisão do relator em desfavor do habeas corpus. Em 10 de julho, a presidente do Superior Tribunal de Justiça (STJ), Laurita Vaz, negou novo pedido de liberdade ao ex-presidente e criticou Favreto, elogiando Moro por ter consultado Thompson. Moro foi acusado por advogados de violar o Código de Ética da Magistratura por quebra da hierarquia jurídica, além de estar em período de férias. O despacho de Moro recebeu críticas do ministro do STF Marco Aurélio de Mello. Em 10 de dezembro de 2018, o corregedor do Conselho Nacional de Justiça (CNJ), arquivou pedido de providências instaurado contra Moro e os desembargadores do TRF4 Rogério Favreto, João Pedro Gebran Neto e Thompson Flores, por considerar a inexistência de desvio de conduta dos magistrados investigados.
A decisão de condenação do ex-presidente Lula no julgamento dos casos do tríplex do Guarujá, do sítio de Atibaia e do Instituto Lula estava mantida em segunda e terceira instância, até o ministro do STF Edson Fachin ter decidido em 8 de março de 2021, pela incompetência jurisdicional da 13ª Vara Federal de Curitiba para julgar os processos. Fachin deliberou que o julgamento dos casos pela 13ª Vara Federal de Curitiba, que tinha Sergio Moro como titular na época das condenações, não obedeceu ao princípio do juiz natural. A decisão de Fachin foi vista por juristas e políticos como uma tentativa de anular o julgamento mas preservar a imagem do ex-juiz, anulando os três processos que corriam em Curitiba, sendo determinado a anulação dos atos decisórios e a remessa dos autos para distribuição a um juiz competente em Brasília-DF. O Supremo Tribunal Federal anulou as sentenças contra Lula em duas as decisões. Em 2022, após seis anos de análise do caso em Genebra, o Comitê de Direitos Humanos da ONU concluiu que Moro foi parcial em seus julgamentos dos processos contra o ex-presidente. Moro avaliou que o comité da ONU "errou" e a decisão do STF foi "um grande erro judiciário" A decisão favorável dada pelo STF e pelo Comitê de Direitos Humanos levou Sergio Moro a gravar uma série de vídeos em defesa da Lava Jato.

#### Vaza Jato

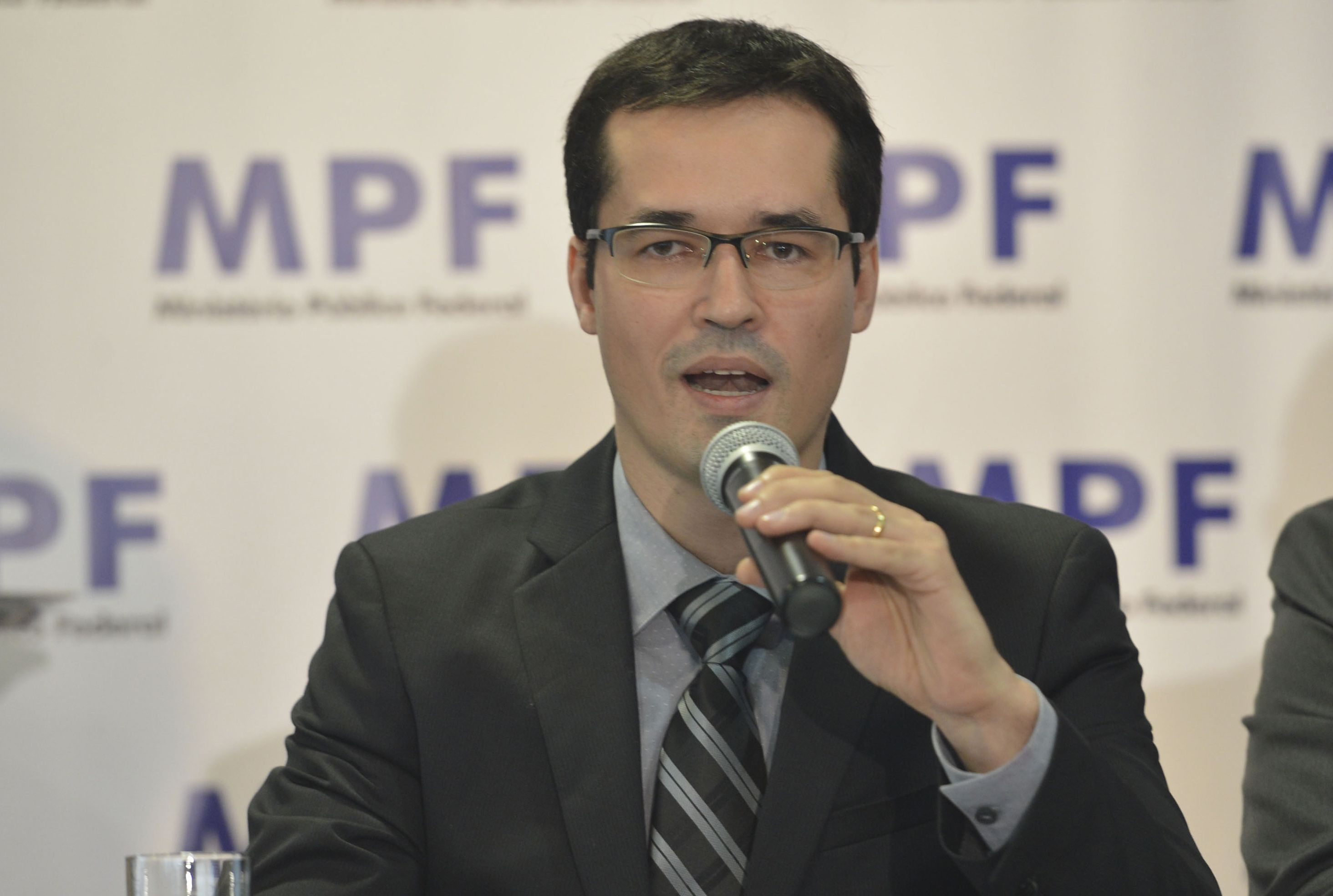
Deltan Dallagnol durante coletiva em 2015.

O The Intercept publicou mais de 100 artigos mostrando, entre outras coisas, que Moro coordenou indevidamente com o Ministério Público e trouxe evidências de fontes externas que não passaram pelos canais legais adequados.
Em 9 de junho de 2019, o periódico virtual The Intercept publicou matéria com vazamento, de fonte anônima, de conversas no aplicativo Telegram na qual orientava a promotoria, sugerindo modificação nas fases da operação Lava Jato. Também mostram cobrança de agilidade em novas operações, conselhos estratégicos, e antecipação de pelo menos uma decisão. Moro teria ainda fornecido pistas informais e sugestões de recursos ao Ministério Público. Segundo juristas, tal prática viola o código de ética da magistratura e a Constituição brasileira, por desrespeitar os princípios da imparcialidade, independência e equidistância entre defesa e acusação.
As transcrições demonstrariam ainda que a promotoria teria receio da fragilidade das acusações feitas contra o ex-presidente Luiz Inácio Lula da Silva e que teria buscado combinar previamente elementos do caso. Moro não reconheceu a autenticidade das mensagens. Após os vazamentos, Sergio Moro disse no Twitter que o Intercept é um "site aliado a hackers criminosos". A Associação Brasileira de Jornalismo Investigativo (Abraji) divulgou uma nota de repúdio dizendo que é "uma manifestação preocupante de um ministro que já deu diversas declarações públicas de respeito ao papel da imprensa e à liberdade de expressão. (…) [Sergio Moro] erra ao insinuar que um veículo é cúmplice de crime ao divulgar informações de interesse público".

##### Exoneração da magistratura

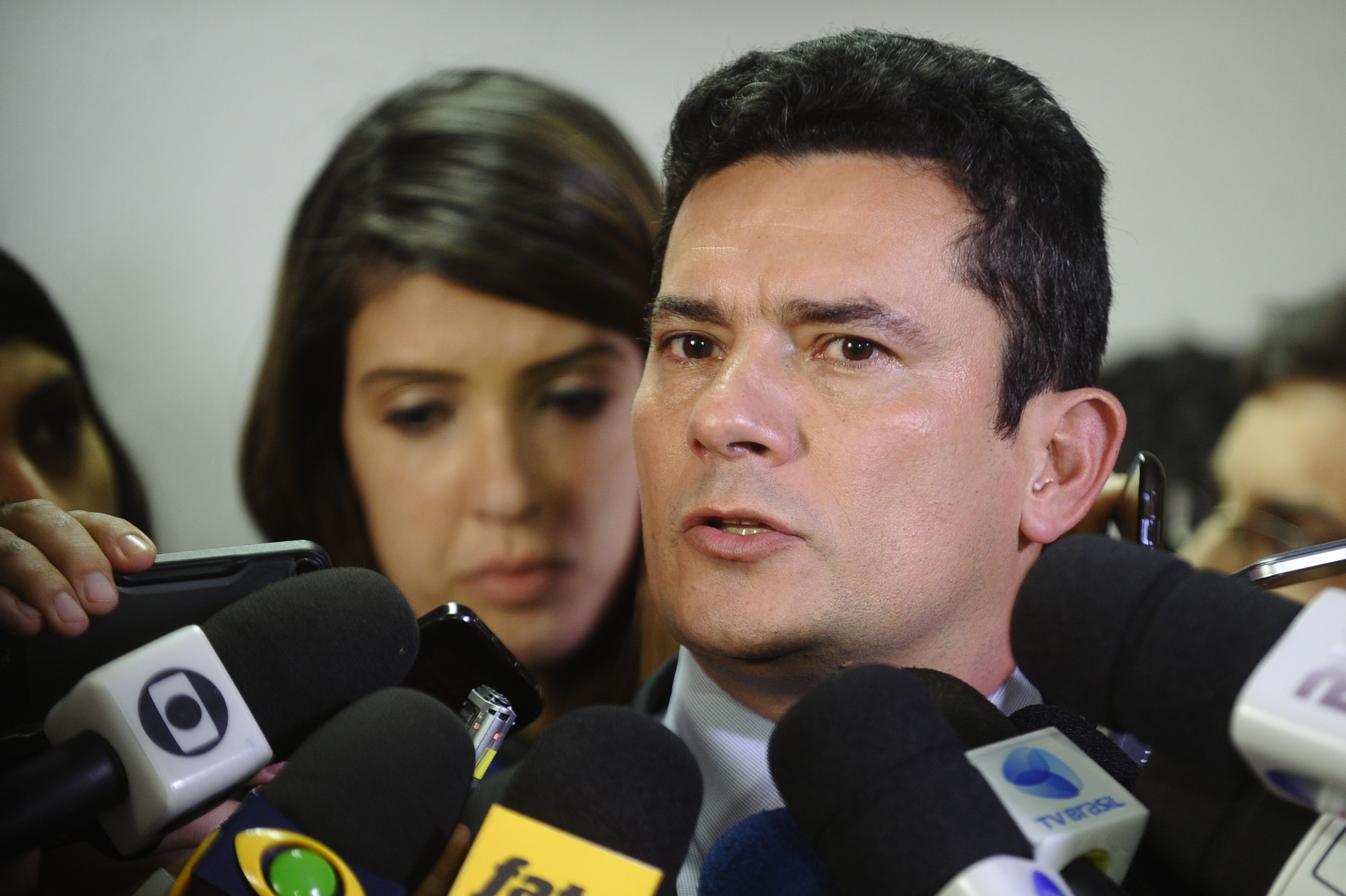
Moro concedendo entrevista em 2015

Foi juiz da 13.ª Vara Criminal Federal de Curitiba até pedir exoneração da magistratura em 2018, para assumir o Ministério da Justiça e Segurança Pública, a convite de Jair Bolsonaro. Era uma decisão irreversível — não era permitido a Moro exercer outra atividade que não a de professor e não havia a possibilidade de obter licença de seu cargo, trabalhar no governo e depois retornar. Encerraram-se assim vinte e dois anos de magistratura desde que ele fora aprovado em concurso, em 1996.
Ainda em 2014, Gabriela Hardt foi nomeada como juíza substituta na 13.ª Vara Federal, assumindo assim os trabalhos de Moro durante sua ausência. A respectiva juíza substituta foi designada pelo TRF-4 para a titularidade do posto, no período de 19 de novembro de 2018 até 30 de abril de 2019, sucedendo, portanto, temporariamente o ex-juiz.
Após a exoneração de Moro, começou o processo de seleção para a vaga na 13ª Vara Federal de Curitiba. 232 juízes da Justiça Federal da 4ª Região puderam se inscrever e o critério de escolha é feita por antiguidade como juiz federal. O juiz Luiz Antônio Bonat, da 21ª Vara da Justiça Federal do Paraná foi o mais cotado para assumir a vaga, já que era o primeiro na lista de vinte e cinco interessados em substituir definitivamente Moro, o que se confirmou em 8 de fevereiro de 2019, quando Bonat foi nomeado.

## Carreira política
Como juiz da Lava Jato, em 2017, Moro negou repetidamente ter pretensões políticas. No entanto, em novembro de 2018, ao aceitar o convite do presidente Jair Bolsonaro para ser titular do Ministério da Justiça e Segurança Pública, iniciou de fato sua carreira política.

### Ministro da Justiça

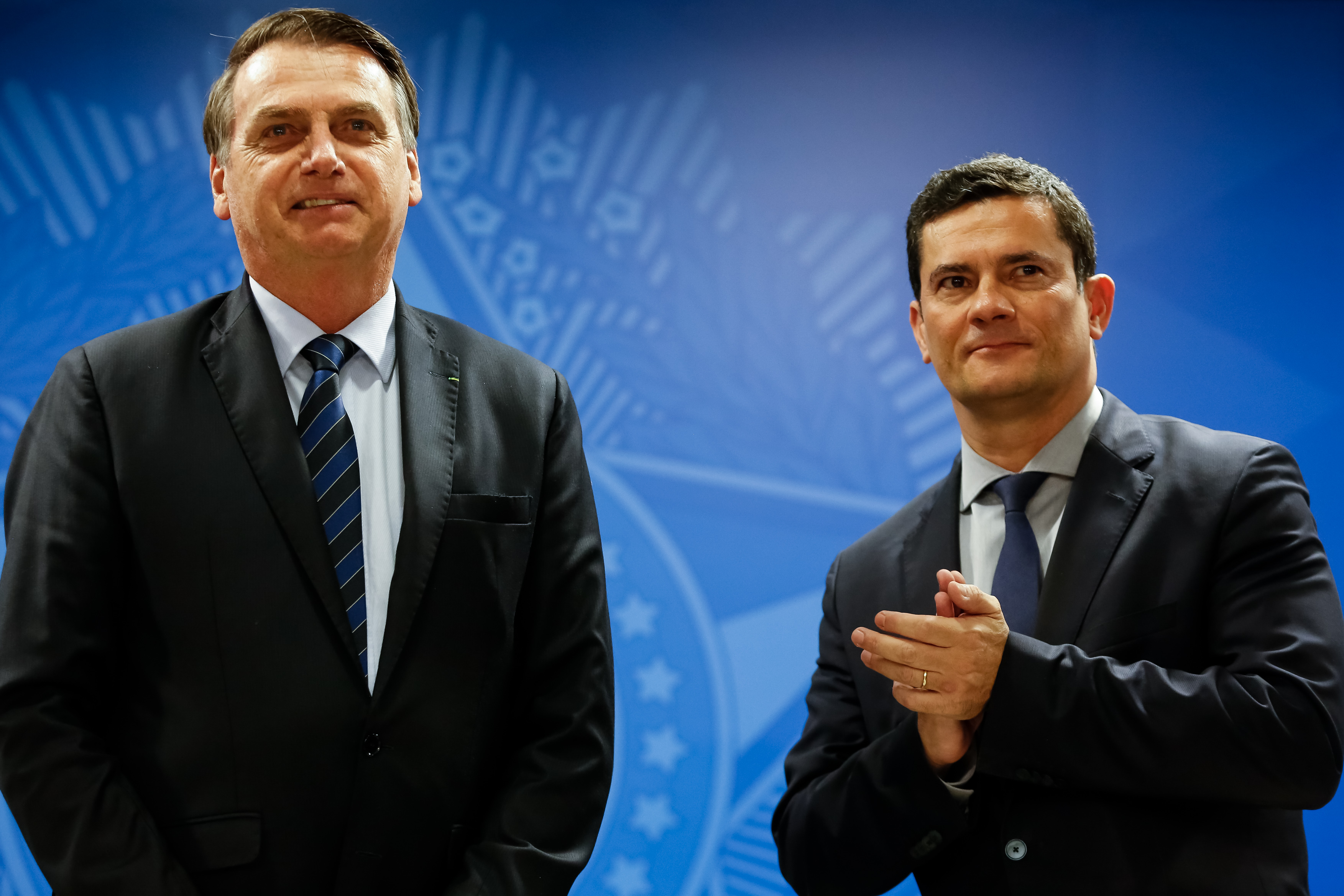
Jair Bolsonaro e Moro durante a solenidade de assinatura da MP para confisco de bens de traficantes em 2019

Nas eleições de 2018, seu nome passou a ser cotado para ocupar o cargo de ministro do Supremo Tribunal Federal (STF) ou de ministro da Justiça. O presidenciável Álvaro Dias declarou que o nomearia ao Ministério da Justiça se eleito. O então candidato Jair Bolsonaro declarou em várias oportunidades que nomearia Moro ao STF ou ao Ministério da Justiça. Logo que eleito, confirmou essa possibilidade em rede nacional. Em 1º de novembro, Moro, após encontrar-se com Bolsonaro na casa do presidente eleito, aceitou seu convite para comandar o Ministério da Justiça, sendo o quinto ministro anunciado por Bolsonaro para compor seu futuro governo.
Para ocupar o ministério, parte do poder Executivo e subordinado ao presidente da República, Moro pediu exoneração do cargo de juiz federal, devido à impossibilidade de magistrados em atividade exercerem cargos políticos, vedação prevista na Lei Orgânica da Magistratura Nacional.

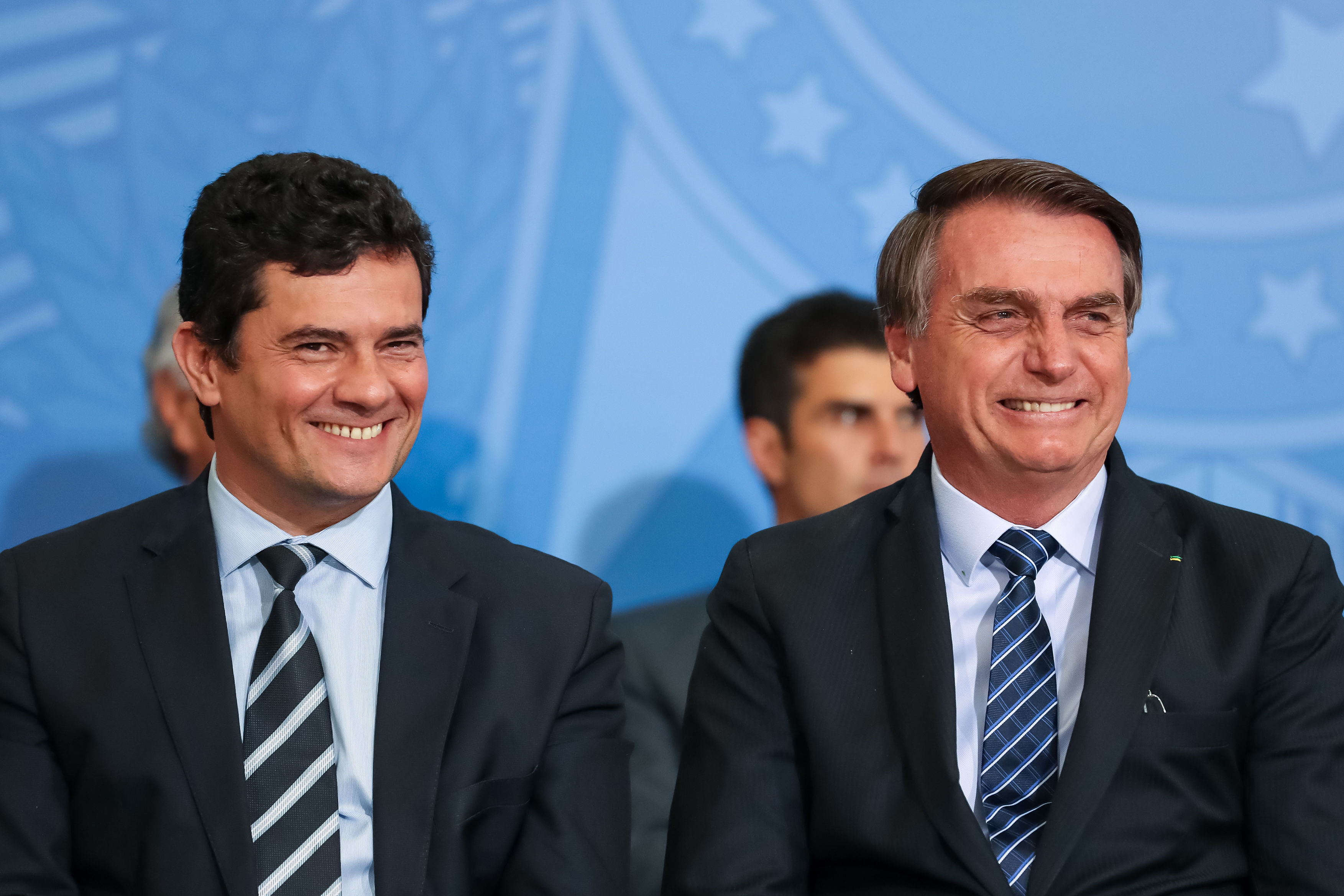
Moro e Jair Bolsonaro durante a solenidade de lançamento do Projeto em Frente Brasil em 2019

Em seguida à sua exoneração do Poder Judiciário, Moro foi nomeado pelo ministro Onyx Lorenzoni para a função de Coordenador do Grupo Técnico de Justiça, Segurança e Combate à Corrupção do Gabinete de Transição Governamental. A Associação dos Magistrados Brasileiros elogiou a escolha de Sergio Moro para o Ministério. Por outro lado, a decisão gerou reação adversa da imprensa internacional porque Moro havia condenado o ex-presidente Lula, seu adversário histórico e um dos principais adversários políticos de Bolsonaro, por lavagem de dinheiro e corrupção.
O Ministério da Justiça projetado pelo presidente e oferecido a Moro acumula as funções do Ministério da Segurança Pública criado por Michel Temer. O ministério também incorporou responsabilidades do Ministério do Trabalho, que foi extinto no governo Bolsonaro, como as competências para a concessão de cartas sindicais e fiscalização de condições de trabalho. Em 2019, Moro teve encontros com membros do FBI, do DoJ, da CIA e do DRCI onde foi homenagedo "pelos trabalhos já realizados e troca de impressões para atividades futuras". Em sua atuação no Ministério, destacaram-se a lançamento de programas como o Em Frente, Brasil e o Vigia, que buscava maior segurança nas fronteiras.

#### Exoneração do Ministério da Justiça

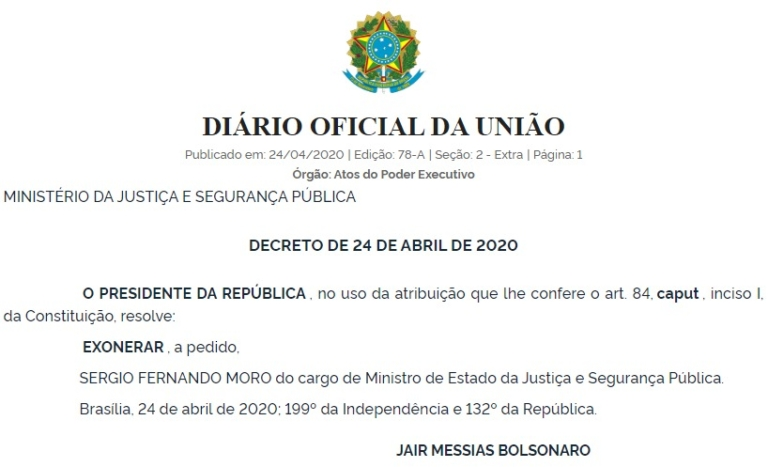
Decreto presidencial de exoneração de Sergio Moro

Em 24 de abril de 2020, Moro pediu demissão do ministério após intervenção de Bolsonaro na Polícia Federal, alegando que o presidente não cumpriu com as promessas estabelecidas na ocasião do convite para ocupar o cargo no governo. Moro alegou que o problema era "a violação de uma promessa quem me foi feita, de carta branca". Em segundo lugar, mostraria uma interferência política na PF, o que gera um abalo na credibilidade "não só minha, mas também do governo".
Mais tarde, no mesmo dia, Moro entregou provas do que havia dito em suas declarações para o Jornal Nacional da Rede Globo que consistiam de imagens de conversas que ele trocou com Jair Bolsonaro no aplicativo WhatsApp.
Em 2 de maio de 2020, em depoimento a Policia Federal, o ex-ministro Moro fez menção a uma reunião ministerial realizada dia 22 de abril de 2020 para acusar o Presidente Jair Bolsonaro de interferência na Policia Federal. O vídeo da reunião foi anexo ao inquérito aberto pelo STF para apurações, e em 22 de maio de 2020 foi autorizada a divulgação do mesmo pelo ministro do Supremo Tribunal Federal Celso de Mello. O vídeo mostra que Moro é supostamente ameaçado de demissão por Jair Bolsonaro durante a reunião.

### Atuação na iniciativa privada
Após sua saída do governo, Moro voltou seu trabalho para a iniciativa privada, já que não poderia reverter sua exoneração da magistratura. Em setembro de 2020, inscreveu-se como advogado na seccional paranaense da Ordem dos Advogados do Brasil (OAB). Seu primeiro parecer favoreceu o controverso empresário israelense Beny Steinmetz, em uma disputa contra a mineradora Vale S.A. relacionada à mina de Simandou na Guiné.
Foi contratado como sócio-gerente de Disputas e Investigações e mais tarde, rebaixado para consultor pela empresa de consultoria estadunidense Alvarez & Marsal, tendo encerrado o contrato em 31 de outubro de 2021.
Outra atividade do ex-ministro é como palestrante sobre direito, corrupção, economia e outros assuntos que marcaram sua biografia. Para a carreira de palestrante, Moro contratou Dody Sirena, empresário responsável pela carreira do cantor Roberto Carlos.

### Filiação ao Podemos
Após o término do contrato com a empresa Alvarez & Marsal, filiou-se ao Podemos (PODE) em 10 de novembro de 2021, e confirmou estar ouvindo especialistas de diferentes áreas para construir o seu projeto de governo, como pré-candidato à presidência da República. A imprensa apontou que Moro havia chegado ao jogo político para as eleições de 2022 tentando alterar a polarização entre Lula e Bolsonaro. No Podemos, assumiu o cargo de vice-presidente estadual do partido, no Paraná, passando a receber um salário de R$ 22 mil mensais. Nas semanas seguintes à filiação, afirmou que estava conversando com outros pré-candidatos a fim de formar uma aliança para a sua futura campanha presidencial. Também declarou que, caso fosse eleito, não iria concorrer à reeleição em 2026.
Em maio do ano seguinte, Moro deixou o Podemos alegando suspeita de corrupção envolvendo seus integrantes e filiou-se ao União Brasil, depois que uma produtora enviou ao partido uma notificação extrajudicial de cobrança de R$ 2 milhões pela produção de vídeos para sua pré-campanha. Como o trabalho não foi concluído devido à saída do ex-juiz, o partido propôs um pagamento de 50% do valor contratado.  A mudança de partido causou críticas a Moro. O Podemos acusou Moro de tentar beneficiar amigos com dinheiro do fundo partidário e fazer caixa dois. Outros o criticaram por que ele passou a integrar o partido juntamente com a família Garotinho (Rosinha Garotinho e Anthony Garotinho), Arthur do Val, Danielle Dytz da Cunha e André Moura. Moro perdeu apoio de amigos pessoais. O ministro Paulo Guedes se negou gravar vídeo de apoio à sua campanha e Deltan Dallagnol gravou um vídeo para apoiar a campanha de Alvaro Dias, adversário de Moro na concorrência a uma vaga no Senado.

### Filiação ao União Brasil
Depois de deixar o Podemos, Sergio Moro filiou-se ao União Brasil, e desistiu de sua candidatura à presidência da República, anunciando sua pré-candidatura ao cargo de deputado federal pelo estado de São Paulo. Contudo, em seguida ele afirmou "não ter desistido de nada", indicando que permaneceria como pré-candidato. Em maio de 2022, Moro disse que poderia concorrer ao cargo de deputado federal ou ao de senador por São Paulo, mas a transferência do seu domicílio eleitoral para a capital paulista foi recusada pela Justiça Eleitoral. Cabia recurso ao TSE da decisão, mas ele decidiu não recorrer. O caso transitou em julgado em 8 de junho e no dia seguinte, ele voltou a ter domicílio eleitoral no Paraná.
No Paraná, Moro estava indeciso sobre a qual cargo iria concorrer, mas em julho ele decidiu ser candidato ao Senado por aquele estado, o que foi confirmado pelo União Brasil poucos dias depois. Moro não descartou um possível apoio a reeleição de Bolsonaro, e inicialmente declarou seu apoio à candidatura presidencial da senadora de seu partido, Soraya Thronicke. Entretanto, no meio da campanha eleitoral, abandonou sua candidata e declarou voto em Bolsonaro. Em setembro, por ordem de uma juíza do Tribunal Regional Eleitoral sofreu uma ação de busca e apreensão motivada por irregularidades no material de campanha da sua candidatura. O TRE argumentou que o material de campanha de Moro tinha desconformidade entre os tamanhos das fontes do nome de Moro e de seus suplentes Luis Felipe Cunha e Ricardo Guerra, operação que foi criticada por Bolsonaro.

### Eleição como senador

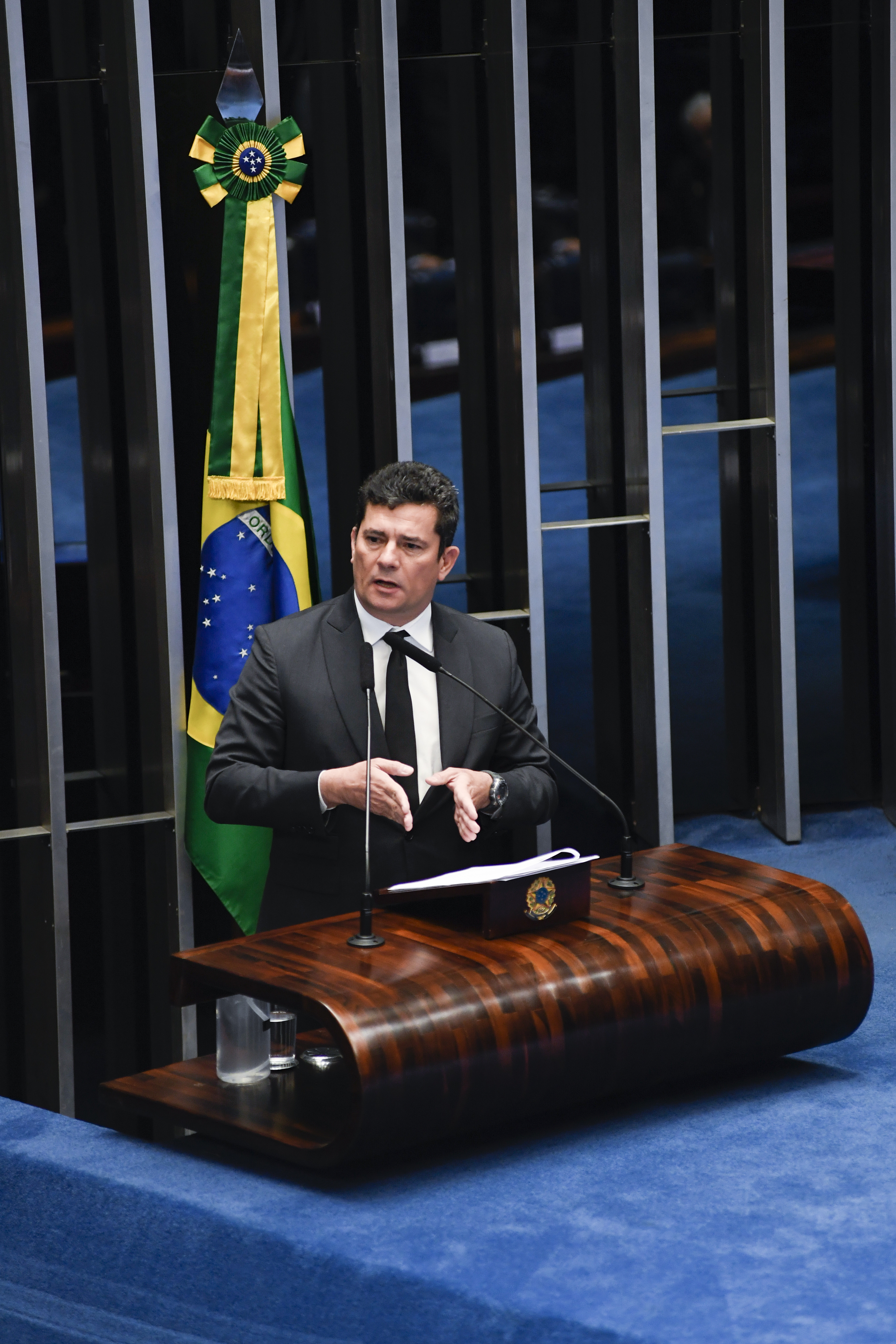
Moro no plenário do Senado do Brasil

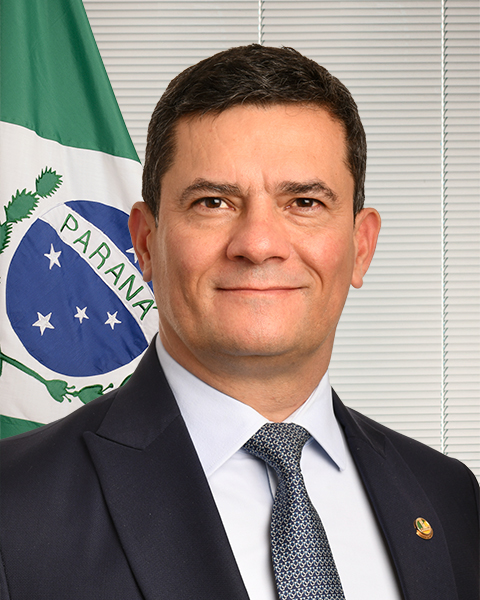
Sérgio Moro

No primeiro turno das eleições de outubro, Sergio Moro foi eleito senador pelo Paraná com mais de 33% dos votos, e declarou seu apoio a Jair Bolsonaro na disputa contra Lula no segundo turno.
Em 16 de outubro de 2022 acompanhou o então presidente da República e candidato à reeleição Jair Bolsonaro no primeiro debate presidencial do segundo turno, realizado pela TV Bandeirantes. Moro estava no estúdio entre os assessores para sugerir perguntas que Bolsonaro deveria fazer ao seu opositor Lula. Entretanto, poucos meses depois de Moro ter apoiado publicamente Bolsonaro, parlamentares do PL, partido de Bolsonaro, entraram com um pedido na Justiça Eleitoral para cassar o mandato de senador do ex-juiz.
| Ano  | Eleição            | Partido | Cargo   | Companheiros de Chapa                                        | Votos     | %           | Posição | Ref   |
| ---- | ------------------ | ------- | ------- | ------------------------------------------------------------ | --------- | ----------- | ------- | ----- |
| 2022 | Estadual do Paraná | UNIÃO   | Senador | Luis Felipe Cunha (1° Suplente) Ricardo Guerra (2° Suplente) | 1,953,188 | 33,52% (1°) | Eleito  | [ 3 ] |

### Plano de assassinato pelo PCC

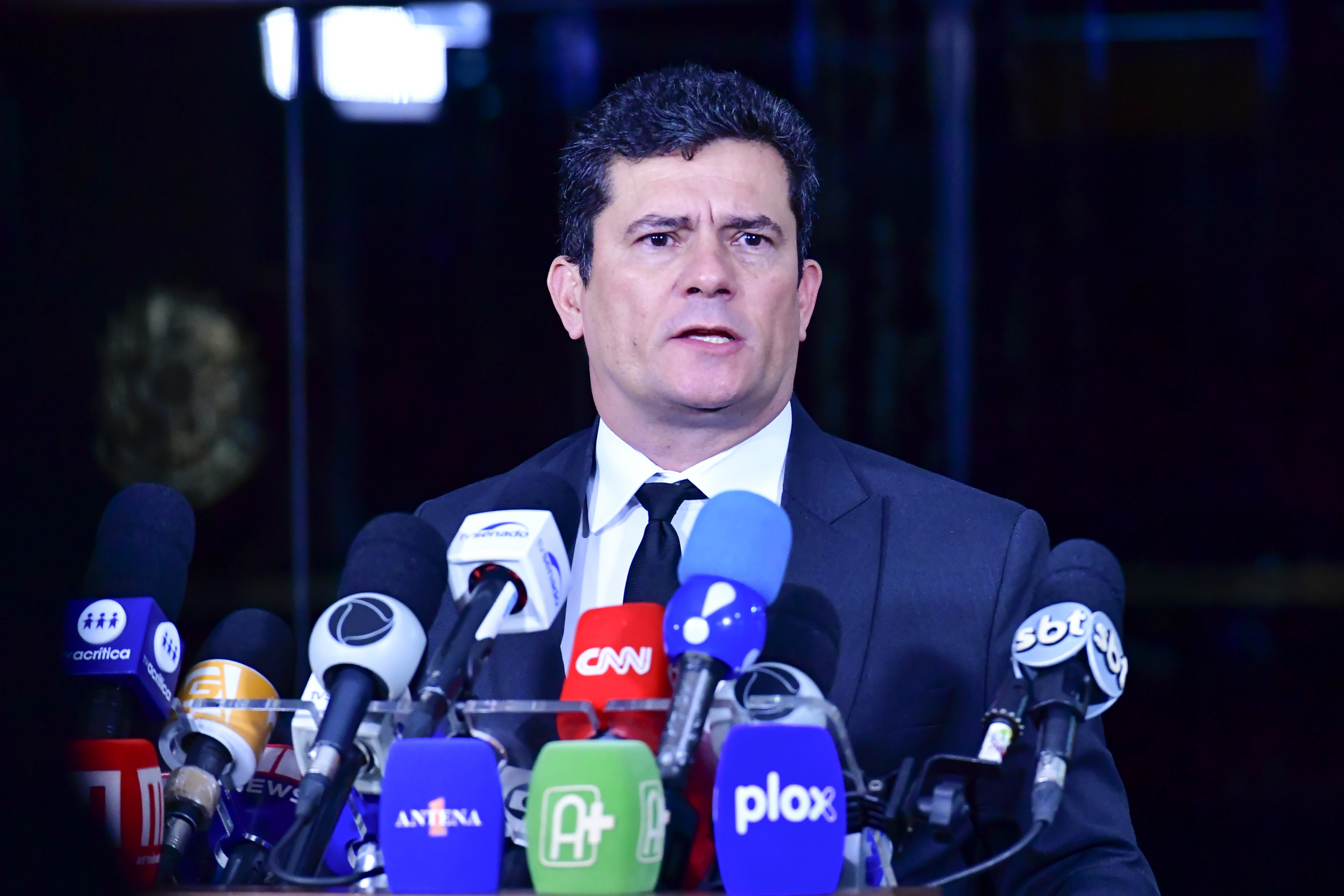
Senador Sergio Moro (União-PR) concede entrevista plano de assassinato do PCC

Em 22 de março de 2023, a Polícia Federal deflagrou a operação Sequaz que tinha como objetivo prender membros do Primeiro Comando da Capital (PCC) que planejam assassinar, entre outras autoridades, Sergio Moro e a sua família. Com cerca de 120 agentes, foram alvos da força-tarefa onze pessoas, sete preventivas e quatro temporárias em Mato Grosso do Sul, Rondônia, São Paulo e Paraná.
Segundo a PF, cerca de dez pessoas seguiam e vigiam Moro e sua família desde janeiro, tanto no Paraná quanto em São Paulo, onde trabalha a esposa e deputada federal Rosângela Moro. Segundo Lincoln Gakiya, promotor de justiça e um dos alvos, o plano partiu do “setor de homicídios” do PCC, chamado “setor de sintonia restrita”. Segundo ele, os criminosos se referiam a Moro pelo codinome “Tóquio”, e alugaram casas e chácaras próximos a locais que as vítimas e suas famílias frequentam; em um desses imóveis, foi encontrado uma parede falsa com um quartinho que seria usado como cativeiro.
A motivação seria uma retaliação ao senador, já que, como ministro, Moro determinou a transferência de presidio de Marcos Camacho, o Marcola, para um presídio federal, dificultando a atuação do grupo.  Após Lula chamar de armação plano de assassinato, Moro chamou o presidente de demente.

### Investigações sobre abuso de poder econômico e fraude em delação
Uma ação no Tribunal Regional Eleitoral (TRE), aberta pelo PT e pelo PL, acusava Sérgio Moro de ter realizado gastos irregulares ainda na pré-campanha, quando o ex-juiz pretendia disputar a Presidência da República. Ele teria feito gastos milionários com a produção de vídeos e publicidade, pesquisas eleitorais, veículo blindado e consultoria jurídica, entre outras despesas.
Em outra frente, também no início de 2024, o ministro do STF Dias Toffoli autorizou a investigação de Sergio Moro e de procuradores que atuaram no acordo de delação premiada do empresário Antônio Celso Garcia, conhecido como Tony Garcia. Toffoli atendeu a um pedido da Polícia Federal, que teve aval da Procuradoria-Geral da República.
Em um depoimento, Garcia afirmou ter agido como colaborador infiltrado no meio político e empresarial, e investigado alvos da Lava Jato com escutas ambientais e fornecimento de números de telefones para interceptação telefônica. A PF afirmou que a colaboração premiada funcionou como um instrumento de chantagem e de manipulação de provas. A PGR considerou que, se os relatos de Tony Garcia forem comprovados, indicariam um desvirtuamento das decisões tomadas na operação Lava Jato.
Em abril de 2024, o TRE decidiu que Moro não deve perder o mandato, por 5 votos a 2. Os partidos recorreram ao TSE, que acabou rejeitando a sua cassação por unanimidade no mês seguinte.

### Contratação pela empresa Alvarez & Marsal
Em novembro de 2020, foi divulgada sua contratação como sócio-diretor da Alvarez & Marsal, empresa estadunidense que presta serviços de recuperação judicial e assessoria jurídica, para atuar na área de disputas e investigações. Entre os clientes da consultora estão empresas envolvidas na Lava Jato, como as construtoras Odebrecht (atual Novonor) e a OAS.
O site JOTA apontou em dezembro de 2020 uma contradição no discurso de Sergio Moro. Segundo o site, a empresa Alvarez & Marsal Brasil, cuja área de Disputas e Investigações passou a ser chefiada por Moro em novembro de 2020, é controlada por uma holding offshore registrada no estado norte-americano de Delaware, considerado um paraíso fiscal. A Alvarez & Marsal Brazil Holdings LLC. detinha na época 85,2% das quotas da Alvarez & Marsal Brasil Participações Ltda., que, por sua vez, detém 99,99% das quotas da Alvarez & Marsal Disputas e Investigações Ltda., sendo impossível se conhecer publicamente quem são os sócios da holding americana. Um dos clientes da Alvarez & Marsal é a Odebrecht, cujos executivos e sócios foram condenados por Moro, quando era magistrado, no âmbito da operação Lava Jato. Alexandre Aragão sustentou, em matéria publicada no JOTA, que o fato de Moro prestar serviços para a Alvarez & Marsal Brasil seria contraditório com suas opiniões no livro Crime de Lavagem de Dinheiro, publicado em 2010, em que critica a falta de transparência no uso de offshores, citando o seguinte trecho da obra do ex-juiz federal: "as Offshore podem ser utilizadas tanto para propósitos lícitos como para propósitos ilícitos, mas são reconhecidas internacionalmente como uma das principais técnicas de lavagem de dinheiro". No entanto, Moro ainda acrescenta na obra, que "o uso de offshores para controlar empresas no Brasil não configura um ato ilícito. O expediente pode ser utilizado de forma legal, por exemplo, para elisão fiscal — ou seja, para recolher, dentro dos limites da lei, menos tributos em relação aos que seriam auferidos caso a companhia estivesse registrada no país".
Em 18 de março de 2021, a Primeira Vara de Falências e Recuperações Judiciais de São Paulo emitiu uma ordem judicial para que os pagamentos da Odebrecht à Alvarez & Marsal fossem interrompidos, devendo ser feitos em juízo "até a prestação de informações no processo judicial e desfecho do procedimento instaurado perante o Tribunal de Contas da União". Essa investigação pelo TCU apura um possível conflito de interesses noe contrato entre Moro e a Alvarez & Marsal, com possível compra de informações privilegiadas, obtidas de sua atuação na Lava Jato. A Alvarez & Marsal tinha em fevereiro aproximadamente R$ 26 milhões em honorários a receber da Odebrecht. Na decisão judicial, também foram solicitadas as eventuais regras de compliance que deveriam existir para evitar a ingerência de Moro nas atividades relacionadas à Odebrecht.
Em abril de 2021, a Alvarez & Marsal informou nos autos de processo de recuperação judicial do grupo Odebrecht que Moro foi rebaixado como consultor, não sendo mais sócio da empresa nem atuando em casos de empresas com as quais ele tenha tido contato prévio como ministro ou como juiz. No final de outubro de 2021, Moro rescindiu o contrato com a Alvarez & Marsal, para se filiar ao partido PODE. O partido pretende lançá-lo como candidato à presidência da República nas eleições de 2022.
No final de dezembro de 2021, o Tribunal de Contas da União determinou que a empresa Alvarez & Marsal revelasse quanto foi pago a Sergio Moro pelos serviços prestados e quais foram os serviços, para esclarecer se houve conflito de interesses. Após a intimação, Moro, então candidato à presidência da República, divulgou no dia 28 de janeiro em uma live, que a sua consultoria foi um "compliance anti-corrupção", e que por ela teria recebido R$ 3,6 milhões durante os doze meses em que prestou os serviços. Na live, também participou o deputado federal Kim Kataguiri que, para apoiar a candidatura de Moro, havia se filiado ao partido Podemos dois dias antes. Para livrar-se das acusações de auxilio às empresas investigadas na Operação Lava Jato, Moro declarou que havia incluído uma cláusula contratual sobre o assunto, porém não detalhou como foi o seu trabalho, o que possivelmente poderia incriminá-lo. O Tribunal de Contas da União pediu o bloqueio de bens de Moro por suspeita de que ele teria recebido R$ 40 milhões de empresas que ele julgou. O TCU, em abril de 2022, chegou a um “amigo de Moro” que faz negócios com consultoria e descobriu negócios da consultoria no setor de energia nuclear.

### Comentário sobre compra dehabeas corpusde Gilmar Mendes
Em abril de 2023, viralizou nas redes sociais um vídeo em que Sergio Moro afirma a interlocutores, em tom jocoso numa festa, que iria "comprar um habeas corpus do ministro do STF Gilmar Mendes". Por esta declaração, a vice-procuradora-geral da República Lindora Araújo pediu a condenação à prisão do senador e, caso a pena ultrapasse quatro anos, Moro perca o mandato. Segundo a petição da vice-procuradora, "ao atribuir falsamente a prática do crime de corrupção passiva ao ministro do Supremo Tribunal Federal Gilmar Ferreira Mendes, o denunciado Sergio Fernando Moro agiu com a nítida intenção de macular a imagem e a honra objetiva do ofendido, tentando descredibilizar a sua atuação como magistrado da mais alta Corte do país" e que, pelo fato do ex-juiz proferir a frase em público, diante de várias pessoas e sabendo que estava sendo gravado, houve facilitação em divulgar a afirmação caluniosa. Caso semelhante ocorreu em 2019, quando o senador Jorge Kajuru acusou Gilmar Mendes de venda de sentenças. O processo contra Kajuru foi arquivado por Lindora no início de abril de 2023 porque, segundo ela, Gilmar não havia se manifestado sobre as acusações. No entanto, o juiz havia se manifestado em 19 de março, e a vice-procuradora desistiu do arquivamento em 17 de abril.
Em 4 de junho de 2024,  a primeira turma do Supremo Tribunal Federal aceitou a denúncia da Procuradoria Geral da República contra o senador e o tornou réu por calúnia. A votação na turma foi unânime pela aceitação da denúncia.

### Discussão com Ney Leprevost
Ney Leprevost, candidato à Prefeitura de Curitiba nas eleições de 2024 pelo União Brasil, chamou o senador Sergio Moro de "traidor contumaz" e o acusou de atrapalhar sua campanha, afirmando que Moro abandonou a campanha dez dias antes do primeiro turno e usou R$ 230 mil do fundo eleitoral para promover sua esposa, Rosangela Moro, nas redes sociais. Ele também acusou Moro de plantar notas na imprensa para desestabilizar sua candidatura e de usar a disputa municipal para preparar terreno para uma candidatura ao governo do Paraná em 2026. Moro respondeu, dizendo que Leprevost estava tentando transferir a responsabilidade pelo fracasso de sua candidatura a terceiros.

### Menção no inquérito de fraudes no INSS
Em junho de 2025, a Polícia Federal remeteu ao Supremo Tribunal Federal (STF) o inquérito da "Operação Sem Desconto", que apura um esquema de fraudes no Instituto Nacional do Seguro Social (INSS) envolvendo descontos indevidos de aposentados e pensionistas. Os nomes do senador Sergio Moro, do ex-ministro Onyx Lorenzoni e do deputado Fausto Pinato foram mencionados no inquérito policial. Moro foi citado no contexto de mudanças administrativas no Ministério da Justiça que teriam favorecido associações envolvidas nas fraudese, em paralelo, em outro inquérito relativo a acusações de extorsão feitas pelo advogado Tacla Duran. O ministro do STF Dias Toffoli acolheu o pedido de remessa dos autos ao STF por envolver autoridades com foro privilegiado, embora tenha ressaltado que não identificou conexão direta entre Moro e os descontos no INSS.

## Posicionamentos

### Prisão
Entre a prisão preventiva e a prisão temporária de acusados, para Moro, a temporária é mais apropriada, por considerar uma medida que viabiliza "o melhor exame dos pressupostos e fundamentos da preventiva após a colheita do material probatório na busca e apreensão".
Em setembro de 2015, Moro disse que o Judiciário precisava punir mais rápido e que o sistema penal brasileiro é "muito moroso”, defendendo que réus sejam presos logo depois de decisões condenatórias em segunda instância. Em 2018 voltou a defender a prisão em segunda instância como um instrumento legal contra a impunidade, e que mudar este entendimento seria um "desastre".

### Foro privilegiado e abuso de autoridade

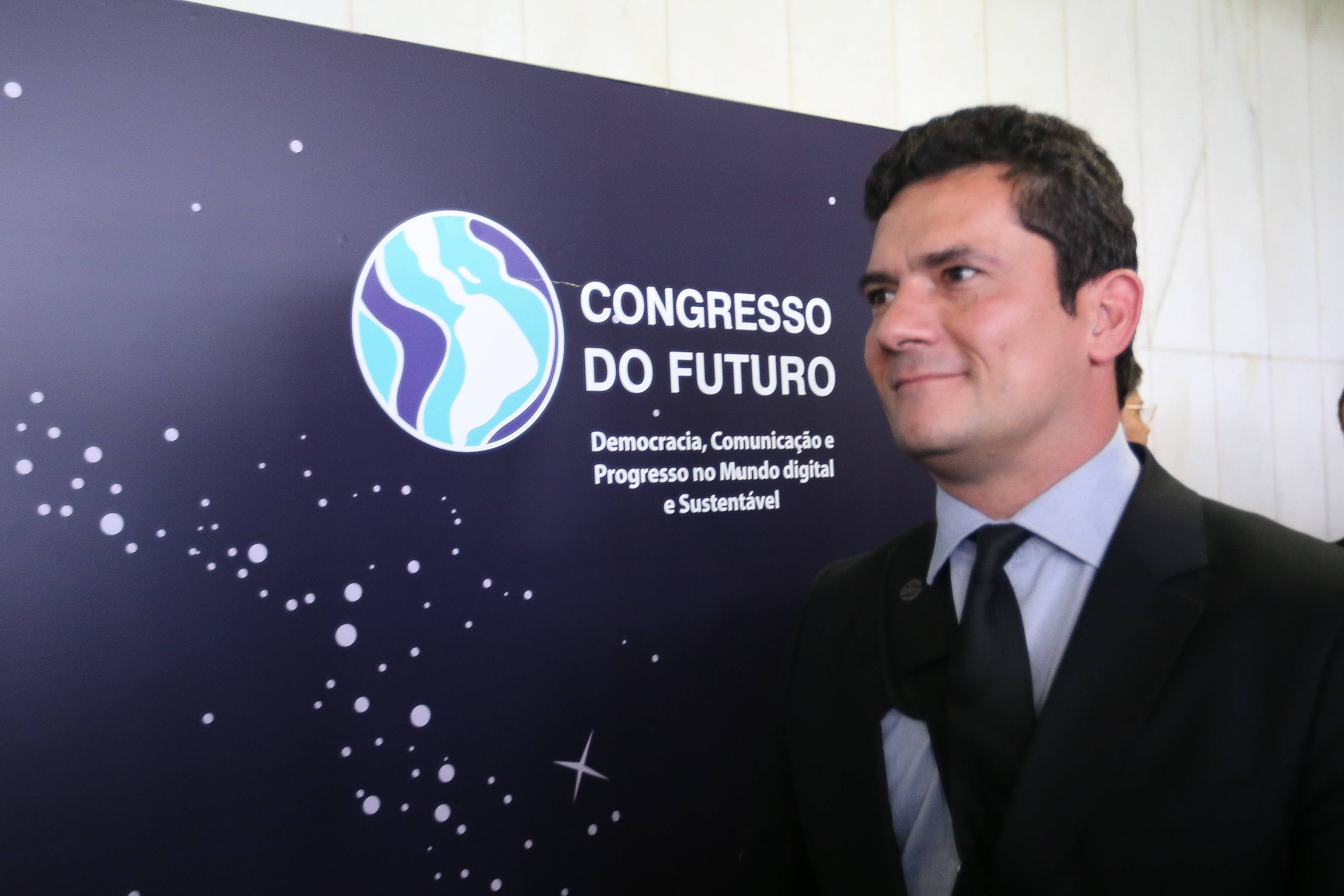
O então juiz federal Sérgio Moro, após debate temático no Senado do Projeto de Lei 280/2016, sobre abuso de autoridade

Em agosto de 2016, em uma audiência na Câmara dos Deputados, Moro defendeu o fim do foro privilegiado que garante a autoridades julgamento em tribunais superiores. Na visão do magistrado, esse princípio "fere a ideia básica da democracia de que todos devem ser tratados como iguais".
Em outubro de 2016, Moro posicionou-se contra o projeto de lei sobre abuso de autoridade. Segundo ele, era preciso criar salvaguardas para deixar claro que a norma não pode punir juízes pela forma como interpretam as leis em suas decisões.

### Corrupção
Em novembro de 2016, em entrevista ao jornal O Estado de S. Paulo, Moro disse apoiar as dez medidas contra a corrupção, um projeto de autoria do Ministério Público Federal no combate à corrupção.
Em 2017, se posicionou sobre a questão da imparcialidade judicial afirmando: "Os questionamentos sobre a imparcialidade deste julgador constituem mero diversionismo e, embora sejam compreensíveis como estratégia da Defesa, não deixam de ser lamentáveis já que não encontram qualquer base fática e também não têm base em argumentos minimamente consistentes". A imparcialidade de Moro foi defendida pela Procuradoria-Geral da República e pelo ministro Felix Fischer. O subprocurador-geral da República Nívio de Freitas Silva Filho e a procuradora-geral Raquel Dodge deram parecer de que "Moro se manteve imparcial durante toda a marcha processual".

### Liberdade de imprensa

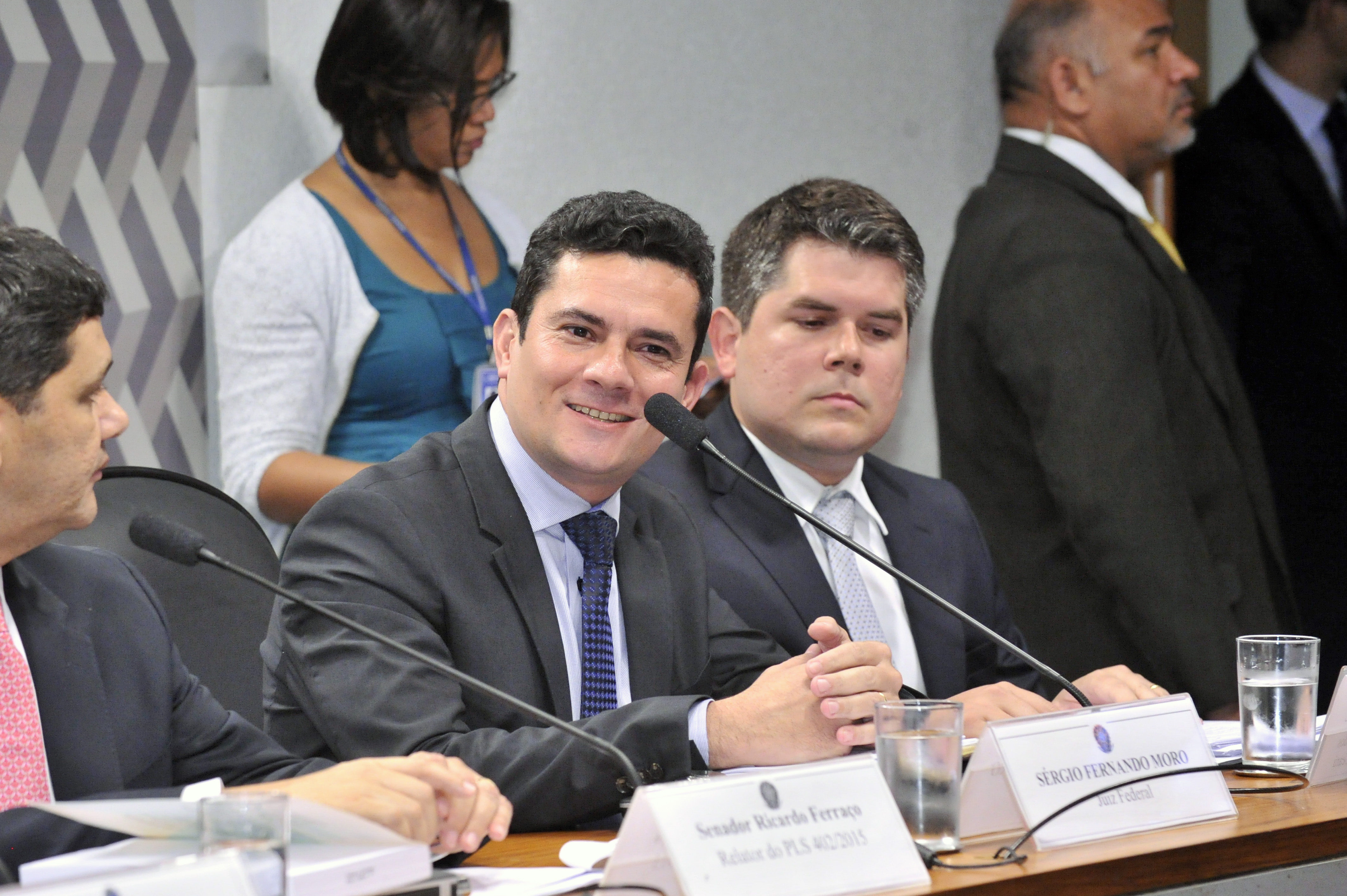
Moro, ao centro, participando dos debates da Comissão de Constituição, Justiça e Cidadania em 2015.

Moro declara que acredita na liberdade de expressão e na de imprensa. Ele declarou, em 5 de maio de 2019, que “o debate de assuntos públicos deve ser sem inibições, robusto, amplo e pode incluir ataques veementes, cáusticos e algumas vezes desagradáveis ao Governo e às autoridades governamentais.” Ele diz que "A resposta às críticas injustas da imprensa ou das redes sociais não pode jamais ser a censura ou o controle da palavra", e recomenda: "Deve ser o aprofundamento do debate, o livre intercâmbio da ideias. O esclarecimento e não o silêncio". Ele ressalta que "..., tal liberdade não abrange ameaças. Não significa também que concordo com excessos ou ofensas a quem quer que seja, mas apenas que, para essas, não acredito que o remédio seja a censura". Entretanto, em setembro de 2019, ele proibiu a entrada de jornalistas com celulares, gravadores e câmeras de filmagem em evento do qual foi um dos palestrantes.

### Habeas corpus
Em 2 de abril de 2020, durante a pandemia de COVID-19 no Brasil, Moro defendeu o isolamento social como medida para combater o avanço do novo coronavírus no país: "Medidas de isolamento e quarentena devem ser aplicadas [...] É importante seguir as regras de isolamento, mas também é importante manter a calma. Vamos todos nós, juntos, sair bem disso. Vai sair até um país mais solidário e mais forte", disse Moro em entrevista a Rádio Gaúcha. Ainda durante a entrevista, Moro disse do trabalho nos presídios em meio à pandemia e afirmou: "A prioridade agora é o coronavírus, proteção de agentes penitenciários e próprios presos". No entanto, Sergio Moro se opõe ao uso em massa de habeas corpus para soltura de presos perigosos, igualmente defendido pelo ministro do STF Luiz Fux.

## Vida pessoal

### Casamento e filhos

Moro com sua esposa e filhos em 2006

Moro é casado com Rosangela Wolff de Quadros Moro, advogada e atual procuradora jurídica da Federação Nacional das APAEs. Rosangela estava no último semestre da Faculdade de Direito de Curitiba, quando, por motivos de saúde, o professor de Direito Constitucional não pôde dar aula, ficando a turma sem professor por um tempo, até que Moro foi designado como professor interino. Seus alunos o consideraram um professor exigente. Meses depois de se formar, Rosangela encontrou Moro em um bar, onde se conheceram melhor e iniciaram o namoro.
Depois de casados, Rosangela interrompeu a carreira de advocacia para morar com o marido em Cascavel, cidade do interior do Paraná, onde ele assumiria um cargo. O casal teve seu primeiro filho, Julia, em agosto de 2000, quando a família já morava em Joinville (SC), após um ano em Cascavel. Em 2002, a família voltou a Curitiba, onde moram desde então. Lá, tiveram o segundo filho, o primeiro menino, e, para cuidar dele, Rosangela interrompeu novamente sua carreira.

## Prêmios e honrarias
Moro recebeu diversos prêmios e honrarias, nacionais e internacionais, ao longo de seu trabalho frente à 13ª Vara. Recebeu também reconhecimento de seus pares no âmbito jurídico.

### Nacionais

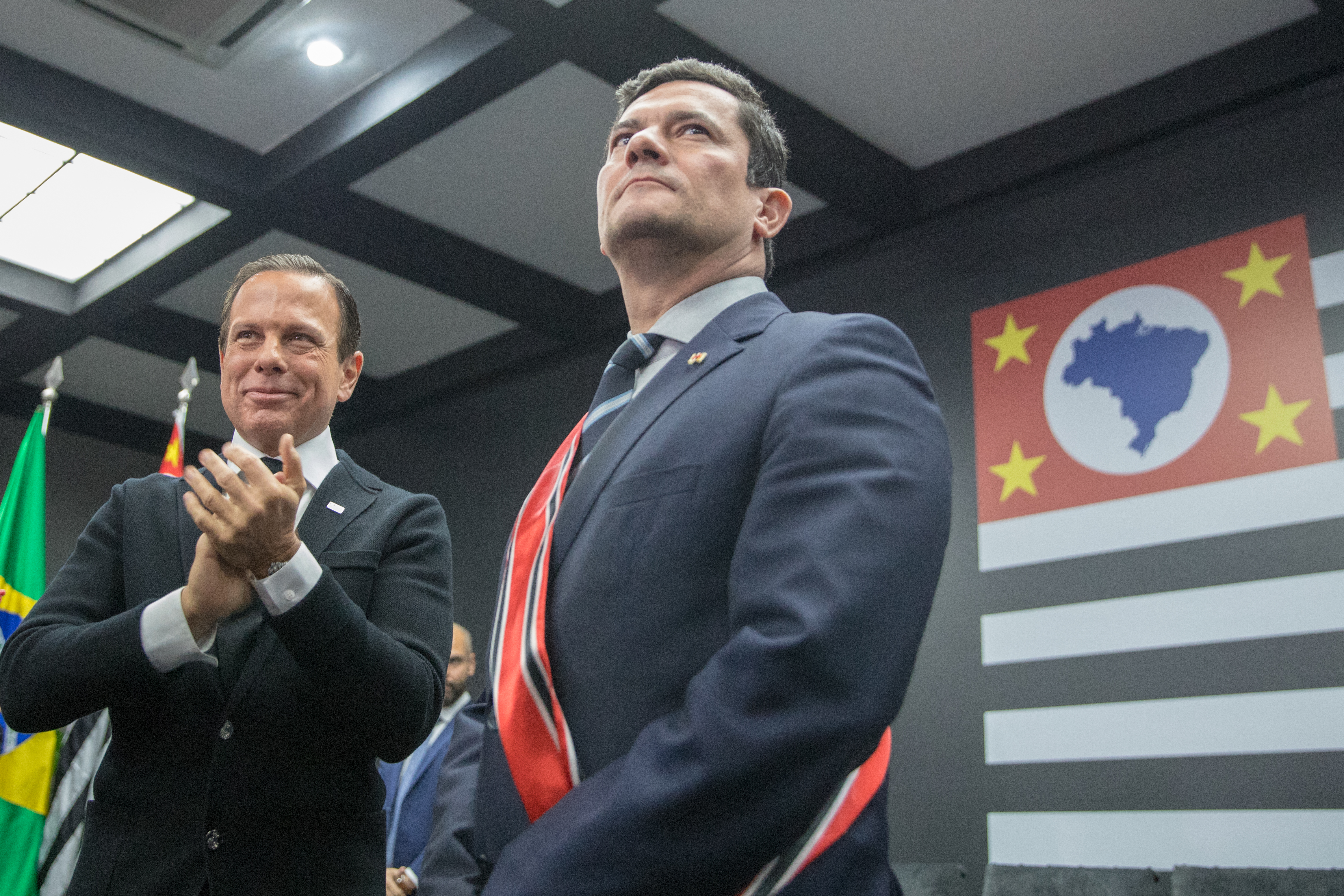
João Doria e Moro durante cerimônia da entrega da medalha da Ordem do Ipiranga.

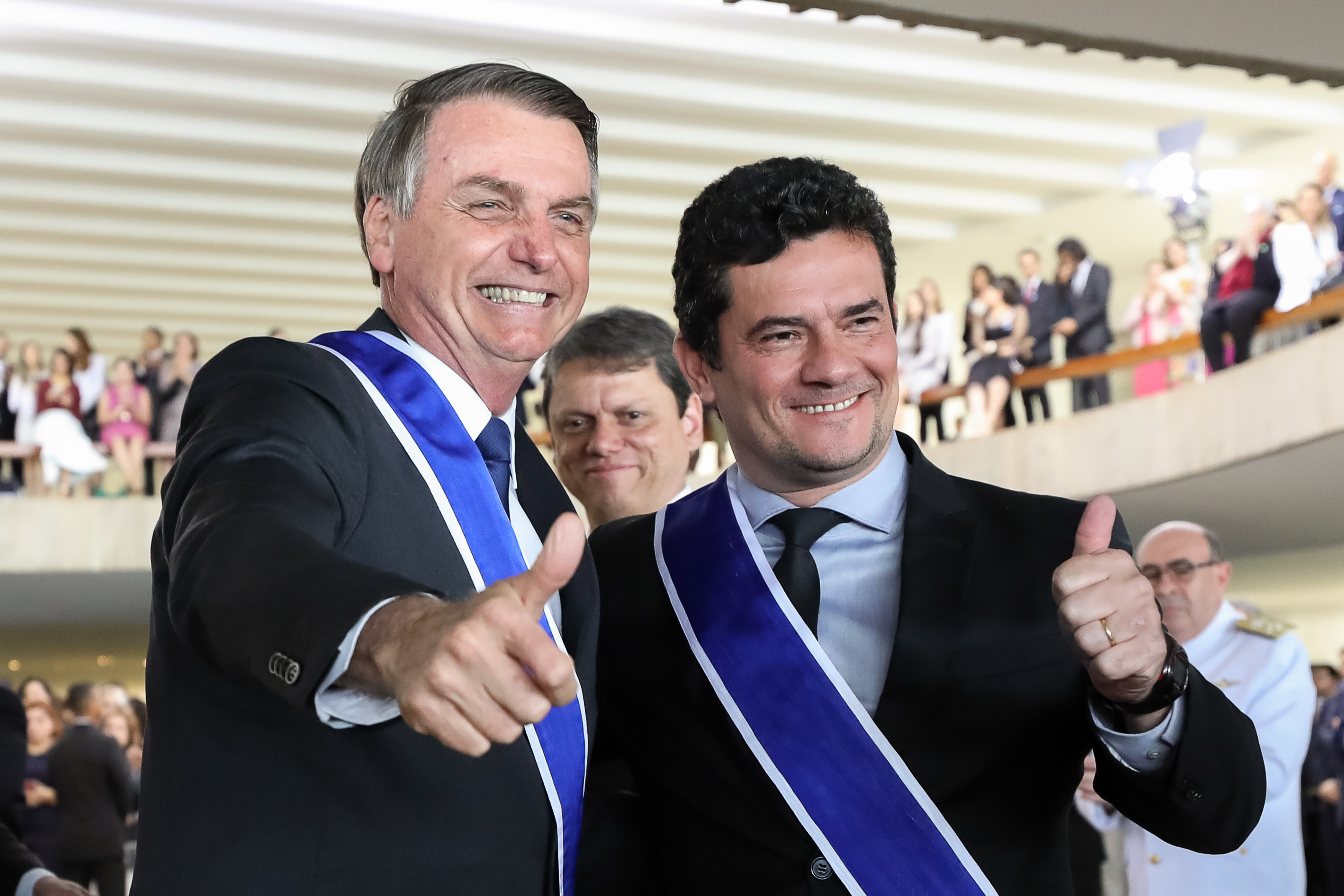
Bolsonaro e Moro durante cerimônia de imposição de insígnias da Ordem de Rio Branco, em abril de 2019

- Em 2014, a revista Isto É elegeu-o "Brasileiro do Ano", e a Época, um dos cem mais influentes do Brasil.[15][274]
- Em 2015, recebeu sua primeira premiação nacional: o prêmio Faz Diferença de "Personalidade do Ano" de 2014, prêmio concedido pelo O Globo.[275][276]
- Em junho de 2016, a Confederação Maçônica do Brasil conferiu-lhe a Comenda no Grau de Grã-Cruz.[277]
- Em agosto do mesmo ano, o Exército brasileiro conferiu-lhe sua maior honraria, a Medalha do Pacificador, em reconhecimento a "relevantes serviços prestados ao país".[278]
- Em dezembro, a revista Isto É o escolheu um dos Brasileiros do Ano, na categoria Justiça.[279]
- Em abril de 2017, recebeu o grau de Oficial da Ordem do Mérito Militar em cerimônia comemorativa do Dia do Exército.[280]
- Em 30 de abril de 2019, recebeu do presidente Jair Bolsonaro a Grã-Cruz da Ordem do Rio Branco, conforme publicado em edição extra do Diário Oficial da União.[281]
- Em 11 de junho de 2019, Jair Bolsonaro também o condecorou com a medalha da Ordem do Mérito Naval, durante cerimônia alusiva à Batalha Naval do Riachuelo, no Grupamento de Fuzileiros Navais de Brasília, localizado às margens do Lago Paranoá.[282]
- Em 12 de junho de 2019, a Medalha Tiradentes foi concedida ao ex-juiz pela Assembleia Legislativa do Rio de Janeiro. A maior condecoração do estado foi aprovada por 27 votos favoráveis e 6 contrários.[283]
- Em 28 de junho de 2019, recebeu a honraria máxima do estado de São Paulo: a Medalha da Ordem do Ipiranga, no grau Grã-Cruz, durante cerimônia com o governador João Dória.[284]

### Jurídicas

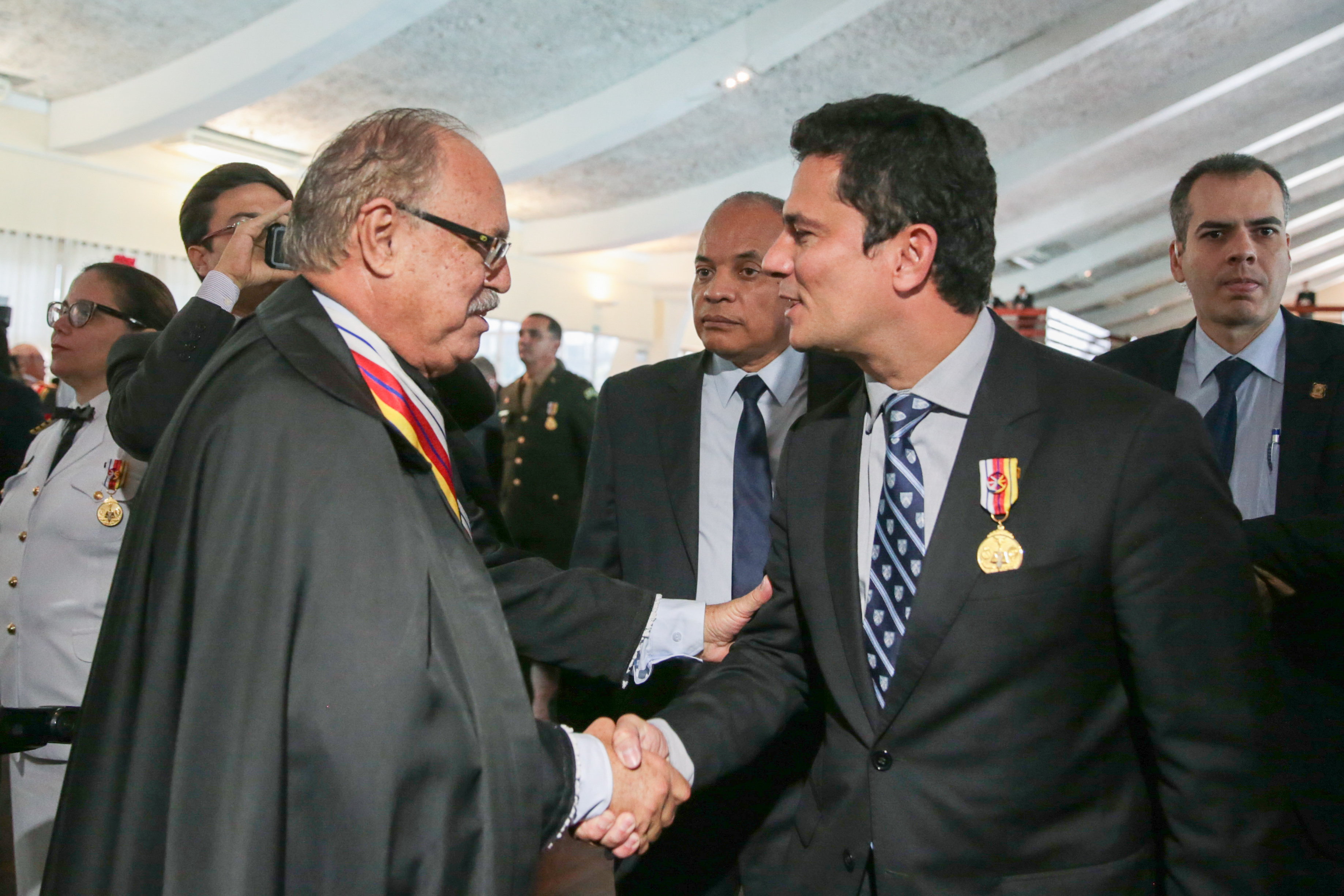
Moro recebe do Min. José Coelho comenda da Ordem do Mérito Judiciário Militar em 2017.

Em 2014, a Associação dos Juízes Federais do Brasil sugeriu Moro para ser indicado à vaga aberta pela aposentadoria de Joaquim Barbosa no Supremo Tribunal Federal. Porém, em 2015, Edson Fachin preencheu a vaga.
Em 2015 o Tribunal do Trabalho da Paraíba condecorou-o com a Medalha de Honra ao Mérito, concedida a juristas que se destacam no Direito do Trabalho ou que prestaram relevantes serviços à Justiça do Trabalho.
Também em 2015, o Tribunal Regional do Trabalho do Paraná concedeu-lhe a Ordem das Araucárias. e a Ordem do Mérito Cívico, concedida pela Liga de Defesa Nacional, mas recusou a Medalha do Mérito Legislativo oferecida pela Câmara dos Deputados em Brasília, alegando que não se sentiria confortável uma vez que alguns parlamentares federais haviam sido denunciados na Lava Jato.
Em março de 2017, a Justiça militar da União, durante a comemoração de seus 209 anos, o condecorou com o grau de Distinção da Ordem do Mérito Judiciário Militar.

### Internacionais
- Em março de 2016, a Fortune considerou-o o 13º maior líder mundial. A lista tinha cinquenta nomes e Moro era o único brasileiro.[292]
- Em abril de 2016, a revista Time o considerou uma das cem pessoas mais influentes do mundo,[293] sendo o único brasileiro na lista.[294]
- Em setembro de 2016 a Bloomberg o considerou o 10º líder mais influente do mundo.[295]
- Em outubro de 2017, foi premiado pela Universidade de Notre Dame pela dedicação exemplar aos ideais pela qual a Universidade preza desde 1992, segundo afirmou a própria instituição americana.[296]
- Em 15 de maio de 2018, recebeu o prêmio de "Pessoa do Ano" em Nova Iorque, Estados Unidos. O prêmio foi entregue pela Câmara de Comércio Brasil-Estados Unidos. A honraria é concedida todos os anos, desde 1970, a uma personalidade brasileira e uma americana.[297][298][299]
- A Universidade de Notre Dame lhe concedeu em maio de 2018 o título de Doutor em Leis Honoris Causa "por ser um exemplo claro de alguém que vive os valores e que luta pela justiça sem medo ou favor". A mesma instituição já lhe havia dado um prêmio no ano anterior.[300]
- Em junho de 2018, foi homenageado na quarta edição do Brasil Mônaco Project, festa anual organizada em Mônaco por Luciana de Montigny, da qual a renda é revertida para projetos sociais. Em discurso, Moro agradeceu às autoridades do país pela cooperação internacional com as investigações da Lava Jato.[301]
- Em dezembro de 2019, foi eleito pelo jornal britânico Financial Times como uma das cinquenta personalidades mundiais que moldaram os anos 2010, sendo o único brasileiro da lista.[302]

## Publicações

### Livros
- Contra o sistema da corrupção. Editora Primeira Pessoa, 2021 ISBN 978-6589827023;
- Crime de Lavagem de Dinheiro. Editora Saraiva, 2010 ISBN 978-85-0209139-9;
- Jurisdição Constitucional Como Democracia. Editora Revista dos Tribunais, 2004 ISBN 85-2032529-7;
- Legislação Suspeita? Afastamento de Presunção de Constitucionalidade da Lei. Editora Juruá, 2003, 2ª ed  ISBN 85-0362564-4
- Desenvolvimento e Efetivação Judicial das Normas Constitucionais. Editora Max Limonad, 2001. ISBN 85-8630079-9;
- BALTAZAR JÚNIOR, José Paulo; MORO, Sérgio Fernando (Org.). Lavagem de Dinheiro – comentários à lei pelos juízes das varas especializadas em homenagem ao Ministro Gilson Dipp. Porto Alegre: Livraria do Advogado, 2007. 199 p.

### Outras
Artigos em jornais e revistas
- MORO, Sérgio Fernando. O Brasil e as Democracias Ocidentais. O Antagonista, 26 mar. 2022;
- ____. Mulheres e creches. O Antagonista, 08 mar. 2022;
- ____. A guerra na Ucrânia e a era da instabilidade. O Antagonista, 03 mar. 2022;
- ____. A união da ousadia. O Antagonista, 21 fev. 2022;
- ____. Truco. O Antagonista, 03 fev. 2022;
- ____. Roteiro de perguntas para Lula. O Antagonista, 20 jan. 2021;
- ____. São as instituições estupido!. Revista Crusoé, edição nº 193, 07 jan. 2022;
- ____. A força-tarefa nacional para erradicação da pobreza. Revista Crusoé, edição nº 190, 17 dez. 2021;
- ____. Sonhos ou Pesadelos. Revista Crusoé, edição nº 188, 03 dez. 2021;
- ____. A PEC da Recessão. Revista Crusoé, edição nº 186, 19 nov. 2021;
- ____. O Retorno. Revista Crusoé, edição nº 184, 05 nov. 2021;
- ____. Fantasmas do passado, do presente e do futuro. Revista Crusoé, edição nº 182, 22 out. 2021;
- ____. A Viagem. Revista Crusoé, edição nº 180, 08 out. 2021;
- ____. O fim da lei de improbidade administrativa. Revista Crusoé, edição nº 178, 24 set. 2021;
- ____. A Corte Superior Anticorrupção (da Ucrânia). Revista Crusoé, edição nº 176, 10 set. 2021;
- ____. A agenda de reformas e a captura da política. Revista Crusoé, edição nº 174, 27 ago. 2021;
- ____. Vida Digital. Revista Crusoé, edição nº 172, 13 ago. 2021;
- ____. Governabilidade. Revista Crusoé, edição nº 170, 30 jul. 2021;
- ____. Sobre Gravações. Revista Crusoé, edição nº 168, 16 jul. 2021;
- ____. O Informante. Revista Crusoé, edição nº 166, 02 jul. 2021;
- ____. Mensagens e Sinais. Revista Crusoé, edição nº 164, 18 jun. 2021;
- ____. silêncio ou mentira. Revista Crusoé, edição nº 162, 04 jun. 2021;
- ____; PIO, Diego; LOBATO, Isabella. A nova Lei de Licitações e o estímulo aos programas de compliance: Programas de compliance precisam ser efetivos. JOTA, 26/05/2021;
- ____. Por uma Corte Internacional Anticorrupção. Revista Crusoé, edição nº 160, 21 mai. 2021;
- ____. Feliz Aniverário. Revista Crusoé, edição nº 158, 07 mai. 2021;
- ____. Brincando com fogo. Revista Crusoé, edição nº 156, 23 abr. 2021;
- ____. Manhattan Connection. Revista Crusoé, edição nº 154, 09 abr. 2021;
- ____. O destino de Pequod. Revista Crusoé, edição nº 152, 26 mar. 2021;
- ____. Um breve texto. Revista Crusoé, edição nº 150, 12 mar. 2021;
- ____. Sobre mensagens, crimes e filmes. Revista Crusoé, edição nº 148, 26 fev. 2021;
- ____. Novamente sobre a Lava Jato. Revista Crusoé, edição nº 146, 12 fev. 2021;
- ____. 2021 chegou, mas.... Revista Crusoé, edição nº 144, 29 jan. 2021;
- ____. Protegendo a democracia – Parte II. Revista Crusoé, edição nº 138, 18 dez. 2020;
- ____. Breve Interlúdio. Revista Crusoé, edição nº 136, 04 dez. 2020;
- ____. Protegendo a democracia – Parte I. Revista Crusoé, edição nº 134, 20 nov. 2020;
- ____. Cortinas de Fumaça. Revista Crusoé, edição nº 132, 06 nov. 2020;
- ____. O campeão voltou? Revista Crusoé, edição nº 130, 23 out. 2020;
- ____. De novo, a execução em segunda instância. Revista Crusoé, edição nº 128, 09 out. 2020;
- ____. A deficiência a ultrapassar é da sociedade. Revista Crusoé, edição nº 126, 25 set. 2020;
- ____. Segurança pública tem jeito. Revista Crusoé, edição nº 124, 10 set. 2020;
- ____. Bons exemplos. Revista Crusoé, edição nº 122, 28 ago. 2020;
- ____. Em Defesa da Lava Jato. Revista Crusoé, edição nº 120, 14 ago. 2020;
- ____. Fatos teimosos. Revista Crusoé, edição nº 118, 31 jul. 2020;
- ____. O senhor das moscas. Revista Crusoé, edição nº 116, 17 jul. 2020;
- ____. Rumo a Nogales. Revista Crusoé, edição nº 114, 03 jul. 2020;
- ____. Honra e fuzis. Revista Crusoé, edição nº 112, 19 jun. 2020;
- ____. Contra o populismo. O Globo, nº 31.712, 03/06/2020. Artigos, p. 3;
- ____. ‘O crime não é invencível’. Veja, edição nº 2 573, 14 mar. 2018, p. 56-57;
- ____.  ‘Independência judicial e abuso de autoridade’. O Globo, 25 abr. 2017;
- ____.  10 livros de Direito fundamentais, segundo Sérgio Moro: Juiz da Lava Jato indica obras de Ronald Dworkin, Giovanni Falcone e Alexander Stille. JOTA, 27/03/2017;
- ____.  ‘As prisões da Lava-jato. Veja, edição 2 520, 8 mar. 2017;
- ____.  ‘Caminhos para reduzir a corrupção’. O Globo, 4 out. 2015 & Revista Aeronáutica, n. 291, p. 16–17, jul./set., 2015;
- ____; BOCHENEK, Antônio César. ‘O problema é o processo’. O Estado de S. Paulo, edição de domingo, 29 mar. 2015, p. 2;
- ____.  ‘Não é dos astros a culpa’. Folha de S.Paulo, 24 ago. 2014;
- ____.  ‘Justiça sem fim’. Folha de S.Paulo, 10 dez. 2008;
- ____.  ‘Os privilegiados’. Folha de S.Paulo, 06 jul. 2007;
- ____.  ‘Justiça criminal em risco’.  O Estado de S. Paulo, 30 jun. 2005, p. A2;